# Énergie en France
Le secteur économique de l'énergie en France comprend la production locale et l'importation d'énergie primaire, leur transformation en énergies secondaires et le transport et la distribution d'énergie jusqu'au consommateur final. Le secteur de l'énergie représentait 1,8 % du PIB français en 2019, et la facture énergétique 1,8 % du PIB. Le taux d'indépendance énergétique est de 55 % en 2023.
La consommation d'énergie finale (au niveau des consommateurs) de 2022 se répartissait en 63 % de consommation directe de combustibles fossiles (charbon 1,8 %, pétrole 43,2 %, gaz naturel 18,1 %), 25,3 % d'électricité, 8,8 % d'énergies renouvelables thermiques (biomasse-déchets 8,6 %, solaire thermique 0,2 %) et 2,8 % de chaleur de réseau.
L'électricité provenait en 2023 pour 64,2 % du nucléaire, pour 28,2 % de sources d'énergies renouvelables (production hydroélectrique : 11,5 %, éolien : 9,9 %, solaire : 4,3 %, bioénergies : 2,2 %) et pour 7,6 % de centrales thermiques fossiles (surtout gaz : 5,9 %).
Selon Eurostat, la part des énergies renouvelables dans la consommation finale d'énergie en France atteignait 22,3 % en 2023, inférieure à la moyenne de l'Union européenne : 24,5 %, mais légèrement supérieure à celle de l'Allemagne : 21,5 %.
Les émissions de gaz à effet de serre (GES) dues à l'utilisation d'énergie en France représentaient 70,1 % des émissions totales de la France en 2018 ; en 2023, leur part dans les émissions de l'Union européenne était de 11,5 %, derrière l'Allemagne (23,0 %), l'Italie et la Pologne ; elles ont baissé de 23,6 % entre 1990 et 2023. Elles sont dues au pétrole pour 61,3 %, au gaz naturel pour 25,0 % et au charbon pour 9,3 %. Les émissions de CO2 par habitant en 2023 étaient inférieures de 3,7 % à la moyenne mondiale, de 39 % à celles de l'Allemagne, de 49 % à celles de la Chine et de 72 % à celles des États-Unis.
Les émissions de GES engendrées par la consommation de produits et services des Français, importations incluses (empreinte carbone), atteignaient 9,9 tonnes équivalent CO2 par personne en 2019, niveau inférieur de 5 % à celui de 1995 : en 24 ans, les émissions en France ont diminué de 25 %, mais les émissions associées aux importations se sont accrues de 72 % pour atteindre 54 % de l’empreinte carbone de la consommation de la France en 2019. La répartition de l'empreinte carbone en 2015 est évaluée à 24,1 % dans les transports, 22,4 % dans le logement, 19,5 % dans l'alimentation, 21,7 % dans les biens de consommation et 12,3 % dans les services.
Le secteur de l'énergie français a été ouvert à la concurrence progressivement de 1999 à 2007, à l'initiative de l'Union européenne. Le statut de deux des acteurs principaux, Électricité de France et Engie (ex-GDF Suez), a ainsi évolué au cours des années 2000 par l'ouverture de leur capital et leur entrée en bourse. Les principaux autres acteurs du secteur de l'énergie en France sont TotalEnergies, E.ON et Eni.

## Vue d'ensemble
| Évolution des principaux indicateurs de l'énergie en France | Évolution des principaux indicateurs de l'énergie en France | Évolution des principaux indicateurs de l'énergie en France | Évolution des principaux indicateurs de l'énergie en France | Évolution des principaux indicateurs de l'énergie en France | Évolution des principaux indicateurs de l'énergie en France | Évolution des principaux indicateurs de l'énergie en France |
| ----------------------------------------------------------- | ----------------------------------------------------------- | ----------------------------------------------------------- | ----------------------------------------------------------- | ----------------------------------------------------------- | ----------------------------------------------------------- | ----------------------------------------------------------- |
|                                                             | Population                                                  | Consom. énergie primaire                                    | Production                                                  | Import. nette                                               | Consom. électricité                                         | Émissions de GES*                                           |
| Année                                                       | Million                                                     | PJ                                                          | PJ                                                          | PJ                                                          | TWh                                                         | Mt CO2éq                                                    |
| 1990                                                        | 58,2                                                        | 9 368                                                       | 4 680                                                       | 4 990                                                       | 347,6                                                       | 354                                                         |
| 2000                                                        | 60,9                                                        | 10 534                                                      | 5 464                                                       | 5 547                                                       | 440,1                                                       | 373                                                         |
| 2010                                                        | 65,0                                                        | 11 000                                                      | 5 674                                                       | 5 541                                                       | 503,2                                                       | 349                                                         |
| 2011                                                        | 65,3                                                        | 10 793                                                      | 5 717                                                       | 5 487                                                       | 479,8                                                       | 334                                                         |
| 2012                                                        | 65,7                                                        | 10 791                                                      | 5 670                                                       | 5 392                                                       | 490,4                                                       | 338                                                         |
| 2013                                                        | 66,0                                                        | 10 837                                                      | 5 740                                                       | 5 394                                                       | 495,1                                                       | 339                                                         |
| 2014                                                        | 66,3                                                        | 10 418                                                      | 5 791                                                       | 4 991                                                       | 470,9                                                       | 306                                                         |
| 2015                                                        | 66,5                                                        | 10 576                                                      | 5 826                                                       | 5 037                                                       | 479,2                                                       | 312                                                         |
| 2016                                                        | 66,7                                                        | 10 378                                                      | 5 506                                                       | 5 105                                                       | 485,1                                                       | 315                                                         |
| 2017                                                        | 66,9                                                        | 10 369                                                      | 5 414                                                       | 5 258                                                       | 483,2                                                       | 319                                                         |
| 2018                                                        | 67,2                                                        | 10 306                                                      | 5 661                                                       | 5 029                                                       | 480,1                                                       | 308                                                         |
| 2019                                                        | 67,4                                                        | 10 160                                                      | 5 513                                                       | 5 041                                                       | 475,0                                                       | 302                                                         |
| 2020                                                        | 67,6                                                        | 9 125                                                       | 5 017                                                       | 4 175                                                       | 451,3                                                       | 268                                                         |
| 2021                                                        | 67,8                                                        | 9 855                                                       | 5 326                                                       | 4 490                                                       | 471,0                                                       | 299                                                         |
| 2022                                                        | 68,1                                                        | 8 839                                                       | 4 356                                                       | 4 805                                                       | 454,5                                                       | 291                                                         |
| 2023                                                        | 68,3                                                        | 8 971                                                       | 4 933                                                       | 4 231                                                       | 440,9                                                       | 271                                                         |
| Variation 1990-2023                                         | +17,4 %                                                     | −5,6 %                                                      | +5,4 %                                                      | −15,2 %                                                     | +26,8 %                                                     | −23,4 %                                                     |
| * émissions de gaz à effet de serre liées à l'énergie.      |                                                             |                                                             |                                                             |                                                             |                                                             |                                                             |

### Production
En 2019, la production nationale d'énergie primaire s'est élevée à 134 Mtep, en recul de 2,5 %. Cette baisse résulte du repli de 3,4 % de la production nucléaire, à 104 Mtep, lié à une moindre disponibilité des centrales, ainsi que du recul de 13 % de la production hydroélectrique, pénalisée par une faible pluviométrie, quasiment compensée par la hausse des productions éolienne (+21 %, à 3,0 Mtep) et photovoltaïque (+12 %, à 1,0 Mtep). La production nucléaire retombe à son niveau de 2017, le plus bas depuis la fin des années 1990, mais représente encore près de 80 % de la production nationale d'énergie primaire.
Le déficit des échanges physiques d’énergie atteint 120,5 Mtep, en progression de 0,3 %. Les importations nettes de gaz naturel augmentent de 1,7 % à 39,2 Mtep et le solde importateur en produits raffinés de 24,8 %, à 28,2 Mtep, mais les achats de pétrole brut diminuent de 8,8 %, à 49,6 Mtep et les importations de charbon chutent de 20,9 %, tombant à leur plus bas niveau depuis plusieurs décennies ; le taux d'indépendance énergétique s’élève à 54,6 %, en baisse de 0,6 points ; il évolue relativement peu depuis le début des années 1990.
L'électricité produite provient pour 69 % du nucléaire ; pour 19 % des sources d'énergie renouvelables : production hydroélectrique : 11 %, éolien : 6 % et énergie solaire : 2 % ; et pour 11 % des centrales thermiques fossiles.

### Consommation finale
En 2019, l'énergie consommée en France, mesurée au niveau de l'utilisateur final, s'élève à 152,8 Mtep, en baisse de 0,7 %. Après correction des variations climatiques, elle diminue de 0,9 %, malgré la croissance du PIB (+1,5 %). Depuis 2012, année de référence des objectifs nationaux de réduction de la consommation d’énergie, elle a globalement reculé de 2,9 %, soit −0,4 % en moyenne annuelle. La consommation finale à usage énergétique, corrigée des variations climatiques, baisse de 1,0 % ; cette baisse concerne tous les secteurs, surtout l'industrie (−2,5 %) et le tertiaire (−1,8 %) ; la consommation des transports reste stable ; celle du secteur résidentiel baisse de 0,8 % et celle de l'agriculture de 0,7 %. La consommation non énergétique augmente de 0,9 % à 13,4 Mtep. Les 142,9 Mtep de consommation finale énergétique réelle (non corrigée) se répartit entre le secteur des transports : 45,2 Mtep, soit 31,6 %, le secteur résidentiel (consommation des ménages dans leurs logements) : 39,8 Mtep, soit 27,9 %, l'industrie : 31 Mtep, soit 21,7 %, le secteur tertiaire : 22,4 Mtep, soit 15,7 % et le secteur agricole : 4,4 Mtep, soit 3,1 %.
Tous secteurs confondus, l'électricité nucléaire est la première forme d'énergie primaire consommée : 40 %. Viennent ensuite le pétrole : 29 %, le gaz : 16 %, les énergies renouvelables et déchets : 12 %, le charbon : 3 %. La consommation finale se répartit en 43,1 % de produits pétroliers, 24,3 % d'électricité, 19,3 % de gaz naturel, 10,0 % d'énergies renouvelables thermiques et déchets, 2,4 % de chaleur et 0,8 % de charbon.
En 2022, la consommation de gaz pour la distribution publique et par les industriels baisse de 9,3 % ; la baisse est plus marquée pour les industriels (−11,5 %) que pour la distribution publique (−6,2 %). Cette baisse, plus forte que la tendance habituelle, s'explique notamment par des prix élevés. Elle est en partie compensée par une forte augmentation de la consommation de gaz pour produire de l'électricité (+54,4 %).

### L'énergie dans l'économie
L'industrie de l'énergie en France représente 1,8 % du PIB en 2019, environ 135 900 emplois, soit 0,5 % de la population active) en 2018 ; sa part dans le PIB, inférieure à 2 % en 1970, a monté jusqu'à 3 % en 1984 du fait du programme nucléaire, puis est retombée à 1,5 % vers 2007-2010 avant de remonter à près de 2 % grâce au développement des énergies renouvelables et à l'augmentation des investissements de maintenance des centrales nucléaires, malgré le déclin de la production des raffineries. Elle représentait 25 % des investissements de l'industrie et 2,7 % des investissements totaux en 2011.
La facture énergétique totale de la France baisse de 3,3 % en 2019 à 44,3 Mds €, du fait surtout de la baisse des cours du gaz, le prix spot à Londres baissant de 42 %. Les fluctuations de la facture énergétique française sont avant tout dues aux variations des prix mondiaux. Au sein de cette facture 2019, le pétrole brut représente près de la moitié du total : 21,9 Mds €, suivi par les produits raffinés : 13,4 Mds € et le gaz naturel : 8,6 Mds € ; le charbon tombe à 1,6 Mds € et les biocarburants montent à 0,8 Mds €. L’excédent commercial dû aux échanges d’électricité passe de 2,9 Mds € en 2018 à 2,0 Mds € en 2019.
La facture énergétique est passée, en euros constants 2015, de 10 Mds € environ en 1970 (1,6 % du PIB) à 30 à 35 Mds € de 1974 à 1978, après le premier choc pétrolier, puis à 50 à 60 Mds € en 1980-84 (deuxième choc pétrolier), atteignant 5 % du PIB en 1981, avant de s'effondrer entre 10 et 20 Mds € entre 1985 et 1999 (1 % du PIB en 1995 et en 1998) ; elle est ensuite remontée progressivement jusqu'à 50 à 60 Mds € au cours des années 2000, atteignant 2,3 % du PIB en 2008, en raison de la forte augmentation des prix du pétrole et du gaz naturel ; après avoir chuté à 40 Mds € en 2009 sous l'effet de la crise, elle remonte rapidement : en 2012, elle dépasse pour la première fois depuis les années 1980 le seuil des 3 % du PIB, atteignant 70 Mds € ; elle dépasse alors le déficit commercial total de la France (67 Mds €).
L'efficacité énergétique de la France a plus que doublé en 45 ans (de 1970 à 2015), l'intensité énergétique finale passant de 160 à 71 ktep par milliard d'euros de PIB ; la baisse annuelle moyenne depuis 1995 est de 1,4 %, nettement inférieure à l'objectif de 2 % par an inscrit dans la loi de programme de 2005 fixant les orientations de la politique énergétique ; ce résultat décevant peut s'expliquer par la faiblesse de l'activité économique, qui détériore les rendements en abaissant le taux d'utilisation des équipements et en ralentissant les investissements. La loi relative à la transition énergétique pour la croissance verte (LTECV) fixe des objectifs moins ambitieux avec un objectif de réduction de 20 % de la consommation énergétique finale d’ici 2030 par rapport à 2012, soit une baisse annuelle moyenne de 1,2 %. Sur la période récente (2002-2015), la baisse est particulièrement forte dans l'industrie : −2,1 % par an, moins prononcée dans les transports : −1,3 % et le tertiaire : −1,2 %, et nulle dans l'agriculture ; dans le résidentiel, elle est mesurée en consommation finale par m2 : elle recule de 1,8 % par an depuis 2002. Par habitant, la consommation finale énergétique est en baisse de 0,4 % en 2015, à 2,3 tep/hab. Quant à la consommation d’énergie primaire par habitant, elle est stable, à 4,0 tep/hab. Ces deux indicateurs évoluent peu depuis 1990 ; l'indicateur d'intensité énergétique n'a qu'une signification limitée pour l'industrie, car les gains d'efficacité énergétique sont en grande partie obtenus par la délocalisation des industries les plus énergivores.

### Comparaisons internationales
Selon les statistiques de l'Agence internationale de l'énergie et celles de l'Energy Institute, la France se classe dans les premiers rangs dans le secteur de l'électricité (voir Électricité en France). Elle se classe également au 8e rang mondial par ses importations nettes de gaz naturel en 2022, soit à 1,68 EJ, derrière la Chine (5,46 EJ), le Japon (3,55 EJ), l'Allemagne (3,29 EJ), l'Italie (2,59 EJ), la Corée du Sud, la Turquie et le Mexique (voir Gaz naturel#Principaux importateurs).
Le Forum économique mondial classait la France au 3e rang mondial en 2014 derrière la Suisse et la Norvège selon son « indice de performance de l'architecture énergétique » fondé sur trois critères : contribution à la croissance économique, impact environnemental de l'approvisionnement et de la consommation énergétique et degré de sécurité, accessibilité et diversité de l'approvisionnement.

## Ressources énergétiques
La France utilise de nombreuses ressources énergétiques primaires (ou agents énergétiques primaires) pour répondre à ses besoins.

### Ressources énergétiques primaires locales
Une ressource énergétique primaire, est une matière ou un flux à partir duquel il est possible de produire de l'énergie soit directement, soit après transformation.
La production d'énergie primaire couvre 55 % de la consommation intérieure brute d'énergie primaire du pays en 2020 et également 55 % en 2023,.
| Source                                                   | 1990  | %       | 2000  | %       | 2010  | %       | 2020  | %       | 2023  | % 2023  | var. 2023/1990 |
| -------------------------------------------------------- | ----- | ------- | ----- | ------- | ----- | ------- | ----- | ------- | ----- | ------- | -------------- |
| Charbon                                                  | 346   | 7,4 %   | 104   | 1,9 %   | 7     | 0,1 %   | 0     |         | 0     | 0,0 %   | −100 %         |
| Pétrole brut                                             | 145   | 3,1 %   | 76    | 1,4 %   | 46    | 0,8 %   | 34    | 0,7 %   | 33    | 0,7 %   | −77 %          |
| Gaz naturel                                              | 105   | 2,2 %   | 63    | 1,2 %   | 27    | 0,5 %   | 0,7   | 0,01 %  | 0,7   | 0,01 %  | −99 %          |
| Total fossiles                                           | 597   | 12,7 %  | 243   | 4,4 %   | 80    | 1,4 %   | 35    | 0,7 %   | 33    | 0,7 %   | −94 %          |
| Nucléaire                                                | 3 426 | 73,2 %  | 4 529 | 82,9 %  | 4 675 | 82,4 %  | 3 860 | 77,0 %  | 3 689 | 74,8 %  | +8 %           |
| Hydraulique                                              | 190   | 4,1 %   | 233   | 4,3 %   | 220   | 3,9 %   | 225   | 4,5 %   | 203   | 4,1 %   | +7 %           |
| Biomasse-déchets                                         | 460   | 9,8 %   | 451   | 8,2 %   | 650   | 11,4 %  | 673   | 13,4 %  | 704   | 14,3 %  | +53 %          |
| Solaire, éolien, géoth.                                  | 7     | 0,2 %   | 8     | 0,2 %   | 50    | 0,9 %   | 222   | 4,4 %   | 301   | 6,1 %   | ×40,3          |
| Total EnR                                                | 661   | 14,0 %  | 692   | 12,7 %  | 919   | 16,2 %  | 1 121 | 22,4 %  | 1 210 | 24,5 %  | +84 %          |
| Total                                                    | 4 680 | 100,0 % | 5 464 | 100,0 % | 5 674 | 100,0 % | 5 017 | 100,0 % | 4 933 | 100,0 % | +5,4 %         |
| Source des données : Agence internationale de l'énergie. |       |         |       |         |       |         |       |         |       |         |                |

L'année 2020 est marquée par la crise économique liée à la pandémie de Covid-19 : la production d'énergie primaire chute de 9 %, en particulier celle du nucléaire : −11 %. En 2022, des problèmes de corrosion sous contrainte font encore chuter la production nucléaire, et la sécheresse fait chuter l'hydroélectricité. En 2023, la situation du système électrique redevient plus normale.

#### Énergies renouvelables
Les énergies renouvelables représentent 11,7 % de la consommation d’énergie primaire en 2019 (339 TWh sur 2 893 TWh), contre 7,8 % en 2009 ; la consommation primaire d’énergies renouvelables fluctue d’une année sur l’autre, car la consommation de bois-énergie dépend fortement des besoins de chauffage et la production hydroélectrique de la pluviométrie. La production primaire d’énergies renouvelables en France s’élève à 320 TWh en 2019 ; elle est un peu inférieure à la consommation du fait du solde importateur des échanges extérieurs de bois-énergie et de biocarburants.
La consommation finale brute d’énergies renouvelables atteint 308 TWh en 2019, contre 179 TWh en 2005, soit une augmentation de 72 % ; sa part dans la consommation finale totale du pays atteint 17,2 % alors que l'objectif 2020 est de 23 %.

##### Production d'énergies renouvelables

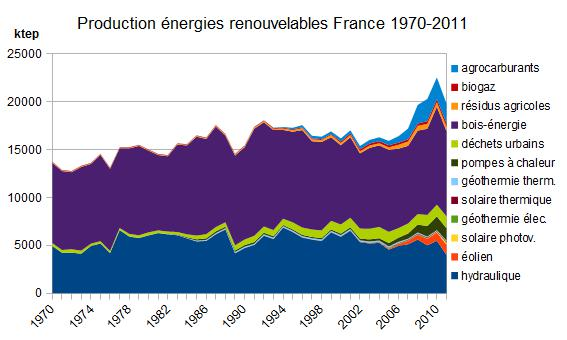
Production d'énergies renouvelables en France, 1970-2011 (source : base de données Pégase du ministère de l'Écologie).

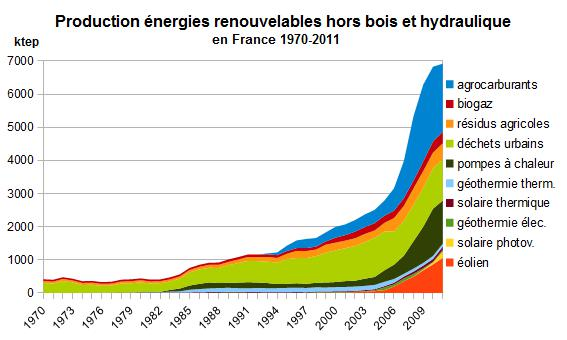
Production d'énergies renouvelables en France hors bois et hydraulique, 1970-2011 (source : base de données Pégase du ministère de l'Écologie).

La France est le second pays producteur d'énergies renouvelables (EnR) de l'Union européenne après l'Allemagne, grâce à son fort potentiel hydraulique, éolien et géothermique ; elle possède la quatrième surface forestière d'Europe derrière la Suède, la Finlande et l'Espagne (source FAO). Le « gisement » éolien de France métropolitaine, au sens du potentiel à développer, est le deuxième en Europe continentale après celui du Royaume-Uni, grâce à une façade littorale large et bien exposée, permettant l'éolien en mer. Les départements et régions d'outre-mer ont également des « gisements » éoliens et solaires importants.
Les deux graphiques ci-contre présentent l'évolution de la production d'énergies renouvelables depuis 1970. On remarque :
- la forte volatilité due aux variations climatiques, en particulier pour l'hydraulique, très sensible aux précipitations, et le bois énergie, très sensible aux températures ;
- la prépondérance des deux grandes EnR « classiques » : bois et hydraulique ; le 2e graphique permet de mieux voir l'évolution des « petites » EnR et des plus récemment apparues ;
- le développement important de l'énergie produite à partir de l'incinération des déchets urbains, des pompes à chaleur, des biocarburants et de l'éolien.

En 2019, les énergies renouvelables ont fourni 318 TWh d'énergie primaire, en hausse de 0,5 % par rapport à 2018, le développement de la production éolienne (+21 %), du solaire (+12 %) et des pompes à chaleur (+13 %) ayant été compensé par un recul de la production hydraulique (−13 %) dû à des conditions pluviométriques moins favorables. La production primaire d’énergies renouvelables se compose de 55,3 % de biomasse (35,8 % de bois énergie, 9,6 % de biocarburants, 5 % de déchets renouvelables, 3,6 % de biogaz, 1,3 % de déchets agricoles), 34,2 % d'électricité primaire (18 % d'hydraulique, 10,8 % d'éolien, 3,6 % de solaire photovoltaïque, 1,6 % de géothermie, énergies marines 0,2 %) et 10,6 % d'autres sources : pompes à chaleur (9,9 %), solaire thermique (0,7 %). Rappel : les conventions en usage pour établir les bilans énergétiques minorent fortement la part des énergies renouvelables électriques (hydroélectricité, éolien, solaire, énergies marines) au niveau de l'énergie primaire ; ce biais est moindre au niveau de la consommation finale.
On peut noter que le bois et l'hydraulique représentent encore 56 % de la production d'énergies renouvelables en France en 2017, malgré une forte poussée de l'éolien (+52 % en trois ans) et du photovoltaïque (+68 % en trois ans).
En 2022, la biomasse est la principale source d'énergie renouvelable en France ; elle permet de produire 55 % de la production d'énergie finale d'origine renouvelable.
| (en ktep) | 1970   | 1980   | 1990   | 2000   | 2010   | 2014   | 2015   | 2016   | 2017   | 2018   | 2019   | 2020   | 2021   | 2022   | 2023   |
| --- | ------ | ------ | ------ | ------ | ------ | ------ | ------ | ------ | ------ | ------ | ------ | ------ | ------ | ------ | ------ |
| Hydraulique renouvelable                                                                                     | 4 935  | 6 047  | 4 724  | 5 905  | 5 495  | 5 454  | 4 745  | 5 228  | 4 299  | 5 597  | 4 892  | 5 382  | 5 124  | 3 912  | 4 875  |
| Éolien |        |        |        | 8      | 860    | 1 386  | 1 716  | 1 840  | 2 115  | 2 459  | 2 984  | 3 431  | 3 173  | 3 284  | 4 342  |
| Solaire photovoltaïque                                                                                       |        |        |        | 19     | 63     | 475    | 588    | 748    | 825    | 929    | 1 049  | 1 135  | 1 324  | 1 685  | 1 874  |
| Énergies marines                                                                                             | nd     | nd     | nd     | nd     | nd     | nd     | nd     | 43     | 52     | 43     | 43     | 43     | 43     | 43     | 34     |
| Géothermie électrique                                                                                        |        |        |        | 18     | 13     | nd     | nd     | 9      | 9      | 9      | 9      | 9      | 9      | 9      | 9      |
| Ss-total ENR électriques                                                                                     | 4 935  | 6 047  | 4 740  | 5 932  | 6 431  | 7 440  | 7 170  | 7 868  |        | 9 037  | 8 977  | 10 000 | 9 673  | 8 933  | 11 134 |
| Solaire thermique                                                                                            |        | 7      | 21     | 23     | 64     | 95     | 98     | 172    | 181    | 198    | 206    | 215    | 224    | 232    | 241    |
| Géothermie thermique                                                                                         |        | 5      | 110    | 126    | 90     | 210    | 210    | 335    | 421    | 438    | 464    | 473    | 464    | 438    | 456    |
| Pompes à chaleur                                                                                             |        | 8      | 166    | 154    | 1 203  | 1 577  | 1 844  | 2 278  | 2 399  | 2 545  | 2 889  | 2 984  | 3 878  | 3 861  | 4 308  |
| Déchets urbains renouvelables                                                                                | 301    | 294    | 589    | 955    | 1 025  | 1 168  | 1 121  | 1 238  | 1 264  | 1 230  | 1 247  | 1 230  | 1 238  | 1 315  | 1 161  |
| Bois énergie                                                                                                 | 8 388  | 8 541  | 9 635  | 8 281  | 9 986  | 8 668  | 9 144  | 9 707  | 9 346  | 9 432  | 9 406  | 8 546  | 9 681  | 9 346  | 9 518  |
| Résidus agricoles                                                                                            | 61     | 66     | 109    | 235    | 472    | 222    | 222    | nd     | nd     | nd     | nd     | nd     | nd     | nd     | nd     |
| Biogaz | 52     | 55     | 73     | 151    | 365    | 488    | 573    | 748    | 808    | 877    | 972    | 1 092  | 1 350  | 1 625  | 1 892  |
| Biocarburants                                                                                                |        |        |        | 326    | 2 256  | 2 576  | 2 565  | 2 425  | 2 373  | 2 700  | 2 141  | 2 124  | 1 883  | 1 831  | 1 780  |
| Ss-total ENR thermiques                                                                                      | 8 802  | 8 980  | 10 703 | 10 250 | 15 521 | 15 004 | 15 777 | 16 904 | 16 792 | 17 420 | 17 325 | 16 663 | 18 718 | 18 649 | 19 354 |
| Total ENR | 13 737 | 15 027 | 15 443 | 16 181 | 21 952 | 23 970 | 24 790 | 24 772 | 24 092 | 26 457 | 26 302 | 26 663 | 28 391 | 27 582 | 30 488 |
| Sources : ministère de l'Écologie (base de données Pégase) et Bilans énergétiques de la France 2017 et 2023. |        |        |        |        |        |        |        |        |        |        |        |        |        |        |        |

##### Consommation finale brute d'énergies renouvelables
| Source | 2005  | 2017  | 2018  | 2019  | % 2019 | var. 2019/2018 |
| --- | ----- | ----- | ----- | ----- | ------ | -------------- |
| Hydraulique renouvelable | 66,1  | 59,5  | 60,5  | 60,3  | 19,6 % | −0,5 %         |
| Éolien | 1,1   | 25,4  | 28,7  | 32,3  | 10,5 % | +12,6 %        |
| Solaire photovoltaïque | 0     | 9,6   | 10,6  | 11,4  | 3,7 %  | +7,5 %         |
| Énergies marines | 0,5   | 0,5   | 0,5   | 0,5   | 0,2 %  | 0 %            |
| Géothermie électrique | 0,1   | 0,1   | 0,1   | 0,1   | 0,03 % | 0 %            |
| Biomasse solide et déchets urbains renouvelables | 2,9   | 5,7   | 6,0   | 6,2   | 2,0 %  | +2,8 %         |
| Biogaz | 0,5   | 2,1   | 2,4   | 2,6   | 0,8 %  | +9,2 %         |
| Total électricité | 71,2  | 103,0 | 108,8 | 113,3 | 36,7 % | +4,1 %         |
| Solaire thermique | 0,6   | 2,0   | 2,1   | 2,2   | 0,7 %  | +3,4 %         |
| Géothermie thermique | 1,2   | 2,0   | 2,2   | 2,2   | 0,7 %  | 0 %            |
| Pompes à chaleur | 2,4   | 27,6  | 30,2  | 33,9  | 11,0 % | +12,0 %        |
| Biomasse solide et déchets urbains renouvelables | 96,0  | 114,9 | 113,9 | 114,9 | 37,3 % | +0,9 %         |
| dont consommation de bois des ménages | 77,1  | 76,7  | 74,3  | 75,0  | 24,3 % | +1,0 %         |
| Biogaz | 0,6   | 3,2   | 3,6   | 4,0   | 1,3 %  | +12,4 %        |
| Biocarburants hors transport (bioGnR) | 0     | 2,3   | 3,0   | 3,0   | 1,0 %  | +1,9 %         |
| Minoration des biocarburants conventionnels | 0     | −0,5  | −2,0  | −2,4  | −0,8 % |                |
| Total chaleur-froid | 100,7 | 151,5 | 153,0 | 157,8 | 51,2 % | +3,1 %         |
| Bioéthanol | 1,2   | 6,3   | 6,8   | 7,6   | 2,5 %  | +11,5 %        |
| Biodiesel | 5,7   | 30,2  | 29,7  | 29,6  | 9,6 %  | −0,5 %         |
| Total carburants renouvelables | 6,9   | 36,5  | 36,5  | 37,2  | 12,1 % | +1,8 %         |
| Total consommation finale énergies renouvelables | 178,8 | 291,0 | 298,3 | 308,3 | 100 %  | +3,3 %         |
| Carburants renouvelables | 6,9   | 36,5  | 36,5  | 37,2  | 12,1 % | +1,8 %         |
| Électricité renouvelable dans les transports | 1,4   | 3,1   | 3,1   | 3,2   | 1,0 %  | +3,0 %         |
| dont transport ferroviaire | 1,4   | 2,8   | 2,7   | 2,8   | 0,9 %  | +2,9 %         |
| dont transport routier | -     | 0,1   | 0,1   | 0,1   | 0,03 % | +3,9 %         |
| dont autres modes de transport | -     | 0,3   | 0,3   | 0,3   | 0,1 %  |                |
| Bonifications | 2,1   | 6,2   | 6,3   | 6,8   | 2,2 %  |                |
| Consommation finale brute dans le secteur des transports | 10,4  | 45,8  | 45,9  | 47,2  | 15,3 % | +2,8 %         |
| Source des données : ministère de la Transition écologique et solidaire. Tableau de suivi des objectifs de la directive 2009/28/CE, normalisé selon les règles de ladite directive : les productions hydraulique et éolienne sont corrigées des variations climatiques ; les biocarburants sont plafonnés à 7 % de la consommation finale dans les transports et des bonifications sont attribuées pour les biocarburants de seconde génération ainsi que pour l’électricité consommée par les véhicules électriques et le transport ferroviaire. |       |       |       |       |        |                |

##### Énergies renouvelables thermiques
Les EnR thermiques représentent 63,3 % de la consommation d'énergies renouvelables en 2018 (chaleur : 51,2 %, carburants : 12,1 %). La base de données Pégase du ministère de la Transition écologique et solidaire fournissait jusqu'en 2015 les statistiques de production primaire et de consommations finales par secteur d'énergies renouvelables thermiques :
| (en Mtep)                                                   | 1990  | 2000  | 2010  | 2011  | 2012  | 2013  | 2014  | 2015  | % 2015  |
| ----------------------------------------------------------- | ----- | ----- | ----- | ----- | ----- | ----- | ----- | ----- | ------- |
| Production EnR thermiques et déchets                        | 10,73 | 11,06 | 16,29 | 14,41 | 16,32 | 17,63 | 16,25 | 16,97 | 100 %   |
| Importations                                                |       | 0,01  | 0,36  | 0,52  | 0,42  | 0,46  | 0,56  | 0,61  | 3,6 %   |
| Exportations                                                |       |       | −0,21 | −0,16 | −0,13 | −0,21 | −0,19 | −0,18 | −1,1 %  |
| Énergie disponible                                          | 10,73 | 11,07 | 16,44 | 14,77 | 16,61 | 17,88 | 16,62 | 17,40 | 102,5 % |
| Conso. branche énergie                                      | −0,94 | −1,60 | −2,48 | −2,46 | −2,46 | −2,38 | −2,44 | −2,57 | −15,1 % |
| Correction climatique                                       | 0,38  | 0,58  | −0,91 | 0,93  | −0,02 | −0,60 | 1,20  | 0,68  | 4,0 %   |
| Répartition par secteurs de la consommation finale corrigée |       |       |       |       |       |       |       |       |         |
| Consommation finale corrigée                                | 10,17 | 10,06 | 13,05 | 13,24 | 14,13 | 14,91 | 15,39 | 15,51 | 100 %   |
| Résidentiel-tertiaire                                       | 8,91  | 8,04  | 8,95  | 9,22  | 9,74  | 10,21 | 10,58 | 10,66 | 68,7 %  |
| Industrie                                                   | 1,21  | 1,61  | 1,55  | 1,45  | 1,57  | 1,86  | 1,70  | 1,70  | 11,0 %  |
| Agriculture                                                 | 0,05  | 0,07  | 0,13  | 0,14  | 0,14  | 0,14  | 0,15  | 0,15  | 1,0 %   |
| Transports (biocarburants)                                  |       | 0,33  | 2,42  | 2,43  | 2,68  | 2,69  | 2,96  | 3,00  | 19,3 %  |
| Source : ministère de l'Écologie (base de données Pégase).  |       |       |       |       |       |       |       |       |         |

Consommation primaire d'énergies renouvelables pour production de chaleur en 2019 (167 TWh) :
- Bois énergie (67,2 %)
- Pompes à chaleur (20,3 %)
- Déchets renouvelables (4 %)
- Résidus agricoles (2,4 %)
- Géothermie (2,4 %)
- Biogaz (2,4 %)
- Solaire thermique (1,3 %)

La consommation primaire d'EnR pour usage de chaleur s'élève à 167 TWh en 2019, dont 67,2 % de bois-énergie, 20,3 % de pompes à chaleur, 4 % de déchets renouvelables, 2,4 % de biogaz, 2,4 % de géothermie, 2,4 % de résidus agricoles et agroalimentaires et 1,3 % de solaire thermique.
La consommation finale d'EnR thermiques entre 2005 et 2019 a été de 32 TWh pour les pompes à chaleur, 31 TWh pour les biocarburants, 19 TWh pour la biomasse solide (bois et déchets), 3 TWh pour le biogaz, 2 TWh pour le solaire thermique et 1 TWh pour la géothermie.
La part des énergies renouvelables dans la consommation finale de chaleur et de froid s'élève en 2019 à 22,7 %, et à 9,3 % dans les transports. Depuis 2005, ces parts se sont accrues de 11,1 points dans la chaleur et de 7,3 points dans les transports.
Ces évolutions sont cependant en retard sur les objectifs de la programmation pluriannuelle de l'énergie (PPE), sauf pour les pompes à chaleur qui ont réalisé en un an 31 % de l'accroissement prévu en cinq ans (2018-2023).
Le Fonds Chaleur, créé en 2009 dans le cadre du Grenelle de l'environnement et géré par l'ADEME, a pour objectif de développer la production de chaleur à partir des énergies renouvelables (biomasse, géothermie, solaire thermique, etc.). Il a permis, entre 2009 et 2012, la création de 2 445 installations produisant 1,2 Mtep/an (88 % des aides à l'investissement pour la biomasse et les réseaux de chaleur). Le montant de l'aide versée par l'ADEME est inférieur à 40 €/tep (3,4 €/MWh), très faible par rapport aux subventions versées à l'éolien ou au solaire ; malgré cette efficacité, les réalisations sont en deçà des objectifs : le retard est de 0,3 Mtep fin 2012 ; il concerne surtout la cogénération (production simultanée d'électricité et de chaleur à partir du bois énergie), les dispositifs d'appel d'offres s'avérant excessivement lourds et l'approvisionnement en bois trop irrégulier.

###### Bois énergie
L'ADEME a publié en juillet 2013 un rapport sur le chauffage domestique au bois :
- la consommation de bois en bûches (51 millions de stères) n'a pas évolué depuis 1999 : de 6,8 à 6,9 Mtep ;
- le nombre de ménages utilisateurs en résidence principale est passé de 5,9 millions en 1999 à 7,4 millions en 2012 ;
- la consommation par ménage est passée de 8,6 à 7,5 stères, diminution due surtout à un meilleur rendement des appareils ;
- l'utilisation du bois en énergie principale est passée de 30 à 50 % des utilisateurs, et 23 % se chauffent uniquement au bois ;
- la part des foyers ouverts a fortement baissé, passant de 33 % en 1999 à 17 % en 2012, au profit des poêles à bûches (de 8 % à 23,6 %) ;
- 54 % des utilisateurs achètent leur bois de chauffage, 29 % sont en auto-consommation et 17 % en auto-approvisionnement partiel.

La capacité de production française de granulés de bois a dépassé le million de tonnes en 2014.
En 2014, les ventes d'appareils domestiques de chauffage au bois se sont inscrites en net recul en France pour la première fois depuis 2010. Le marché a chuté de 18 %, à 433 345 unités vendues. Les chaudières, à bûches et à granulés, ont été particulièrement touchées, voyant une contraction de 32,4 %, suivies des cuisinières (−20 %), des poêles (−18,9 %) et des foyers fermés et inserts (−13,7 %). Trois facteurs expliquent ce décrochage : la douceur exceptionnelle de l'hiver 2013-14, la chute des prix du fioul et l'incertitude autour du crédit d'impôt, dont le dispositif a été modifié en cours d'année. Malgré le relèvement du crédit d'impôt à 30 %, l'année 2015 ne s'annonce pas non plus comme une bonne année, car les prix du fioul de fin 2014-début 2015 sont les plus bas constatés depuis quatre ans.

###### Agrocarburants
La production d'agrocarburants en France s'élevait en 2023 à 34 kblep/j (milliers de barils équivalent pétrole par jour), en baisse de 3,2 % en 2023 et de 26 % depuis 2013. Elle représente 1,6 % de la production mondiale, au 9e rang mondial, loin derrière les États-Unis (38,8 %), le Brésil (21,9 %) et l'Indonésie (9,4 %) ; en Europe, la France se situe au 3e rang derrière l'Allemagne (3,5 % de la production mondiale) et les Pays-Bas (1,8 %).

###### Géothermie
Selon l'Association française des professionnels de la géothermie (AFPG), la France se place au 5e rang européen des producteurs de chaleur géothermique, atteignant une production annuelle estimée en 2010 à 4 150 GWh par an, couvrant les besoins de 1,8 % de la population française. Cette géothermie dite de basse énergie, qui cible des eaux relativement peu chaudes, est notamment mise en œuvre dans le bassin parisien. Il n'existe en revanche qu'une seule opération industrielle « à haute énergie », produisant de l'électricité grâce à des fluides à haute ou très température, la centrale géothermique de Bouillante, en Guadeloupe. La France développe par ailleurs une expertise dans la technologie « haute énergie » émergente de l'EGS (Enhanced Geothermal System), qui cible des fluides géothermaux présents dans des réservoirs naturellement fracturés dans des régions non volcaniques. Le pilote scientifique de Soultz-sous-Forêts, en Alsace, a été le premier site au monde de ce type à avoir été raccordé au réseau électrique. Depuis, 25 permis de recherche d'EGS ont été attribués, et la filière a créé en 2014 un groupement appelé « Geodeep », qui inclut des entreprises comme Alstom, EDF, GDF Suez (Engie) ou Eiffage-Clemessy, et ambitionne de fournir des offres « clés en main » sur des projets. L'Association française des professionnels de la géothermie (AFPG) espère que la filière française pourra réaliser, à terme, une vingtaine de projets représentant une puissance cumulée de 300 MW, dont 50 MW d'EGS en France métropolitaine, 50 MW volcaniques dans les départements et régions d'outre-mer, et 200 MW volcaniques à l'international.

###### Chaleur fatale
La chaleur fatale désigne les rejets de chaleur des activités utilisant des procédés thermiques (sites industriels, incinérateurs de déchets ménagers, centres de données, etc.). Elle constitue un gisement dont la récupération est comptabilisée dans les objectifs à atteindre par les énergies renouvelables thermiques. Dans l'industrie, ce gisement est énorme : il atteint 109,5 TWh, dont presque la moitié à une température supérieure à 100 °C. Les trois régions les plus industrielles, Grand Est, Hauts-de-France et Auvergne-Rhône-Alpes, concentrent, à elles trois, plus de 45 % du potentiel national. L'ADEME, dans les scénarios qu'elle a établis pour la programmation pluriannuelle de l'énergie (PPE), propose de faire passer le volume de chaleur recyclée d'origine industrielle de 0,5 TWh par an fin 2016 à 2,3 à 3 TWh en 2028. Celle émise par les incinérateurs d'ordures ménagères, elle, est déjà largement valorisée avec une « puissance installée » de 8,5 TWh envoyés dans les réseaux de chaleur ; elle pourrait croître de moitié d'ici à 2028. Le Fonds Chaleur de l'ADEME a déjà soutenu la production de 0,6 TWh.
Par exemple, à Charleville-Mézières, Dalkia, gestionnaire du réseau de chaleur de l'agglomération, récupère la chaleur des fours de l'usine de PSA pour alimenter le réseau de chaleur, dimensionné pour chauffer 3 290 logements ; ceci permet de porter à 60 % la part des énergies renouvelables dans l'alimentation du réseau, à laquelle contribue également une chaufferie à biomasse.
Un autre exemple est le partenariat signé en janvier 2019 entre Engie et Arcelor permettant d'alimenter le prolongement du réseau de chaleur de Dunkerque (équivalent de 3 000 logements) en utilisant les gaz des hauts-fourneaux d'ArcelorMittal.

##### Énergies renouvelables dans les DROM
Production primaire d'énergies renouvelables dans les DOM en 2015 :
- Biomasse-déchets (35 %)
- Hydraulique (20 %)
- Géothermie électrique (19 %)
- Solaire thermique (14 %)
- Solaire photovoltaïque (10 %)
- Éolien (1 %)

La production primaire d'énergies renouvelables dans les DROM atteignait 424 ktep en 2015. La part importante de la biomasse (35 %) est surtout constituée de la valorisation électrique et thermique de la bagasse, résidu fibreux de la canne à sucre, à La Réunion et en Guadeloupe. L'hydraulique (23 %) est surtout présent en Guyane et à La Réunion. Le faible développement de l'éolien s'explique surtout par sa vulnérabilité aux cyclones tropicaux.
La loi sur la transition énergétique adoptée en 2015 fixe pour les départements d'outre-mer l'objectif de produire plus de la moitié de leur électricité à partir d'énergies renouvelables en 2020 contre 28 % en moyenne en 2014, avec de fortes disparités : 6 % à la Martinique, 62 % en Guyane, grâce notamment à l'hydroélectricité, 18 % en Guadeloupe et 38 % à La Réunion. Le coût de production de l'électricité y est bien plus élevé qu'en métropole, qui bénéficie du nucléaire amorti et de l'interconnexion des réseaux ; selon le dernier rapport de la Commission de régulation de l'énergie, il était compris entre 200 et 250 €/MWh, contre moins de 40 €/MWh sur le marché de gros en métropole. Dans les îles, le solaire et l'éolien se comparent au charbon ou au fuel importés. Le remplacement du charbon par de la biomasse (bagasse) dans les centrales d'Albioma devrait contribuer à se rapprocher de l'objectif, mais le développement des énergies intermittentes est plus compliqué : EDF SEI (Systèmes Energétiques Insulaires) estime qu'au-delà de 30 % de la capacité électrique installée, elles risquent de déstabiliser le réseau ; cette limite imposée est contestée par les producteurs de solaire et d'éolien, et EDF pourrait la revoir sensiblement à la hausse, à 35 % en 2018 et entre 40 et 45 % en 2023, grâce à un système de stockage centralisé en cours de tests et à la baisse des coûts des batteries. La géothermie et l'énergie des mers ont un potentiel important, et les 130 000 chauffe-eau solaires installés à La Réunion ont permis d'éviter l'installation de deux ou trois turbines à combustion.

#### Charbon

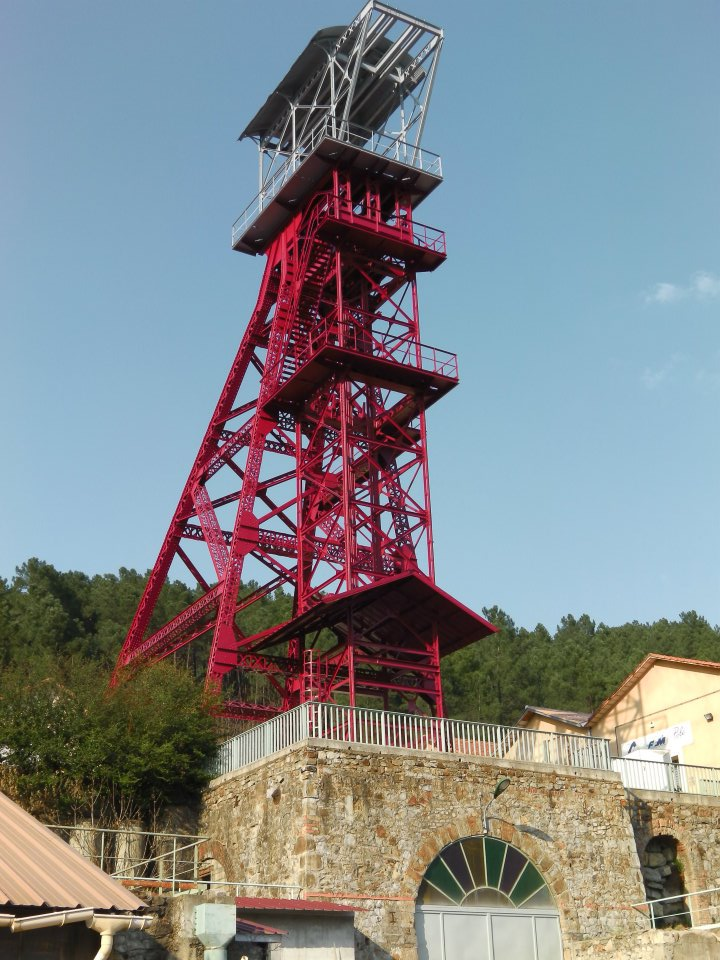
Une illustration du passé charbonnier de la France : le chevalement du puits Fontanes à Saint-Martin-de-Valgalgues au nord d'Alès.

Le charbon a longtemps constitué la principale source d'énergie en France, car le sous-sol de la métropole en était riche. Une des premières mentions d'exploitation remonte au XIIIe siècle quand les moines de Cendras, dans le Gard, percevaient une rente pour l'exploitation du charbon. Au XVIe siècle l'ensemble des gisements de faible profondeur étaient déjà exploités. Au XVIIe siècle le charbon du bassin houiller de la Loire alimentait les villes de la vallée du Rhône de Lyon à Marseille. L'exploitation industrielle dans le Nord a commencé en 1720. Par la suite la révolution industrielle a accéléré cette exploitation et diversifié les sites d'exploitation (1815 en Lorraine).
La Libération en 1945 marque un changement, car auparavant les mines étaient exploitées par des compagnies privées, mais la loi de nationalisation du 17 mai 1946 organise l'exploitation du charbon en dix EPIC. Cette époque est marquée par la reconstruction du pays et une augmentation des besoins énergétiques liée au développement économique.
La production nationale culmine en 1958 à 60 millions de tonnes environ, puis décline régulièrement jusqu'au premier choc pétrolier de 1973, atteignant 29,1 Mt. Après une stabilisation à 26 Mt jusqu'à 1977, le déclin de la production reprend puis s'accélère à partir de 1984, tombant sous la barre des 10 Mt en 1994, année où le « pacte charbonnier » est signé par les pouvoirs publics. Il vise l'arrêt progressif de l'extraction du charbon. La Houve, la dernière mine encore en exploitation, ferme en avril 2004. La production se limite désormais aux seuls produits de récupération (0,3 Mt par an depuis 2010) issus des terrils du bassin minier du Nord-Pas-de-Calais et du Gard ainsi que des schlamms du bassin lorrain valorisés dans les centrales thermiques du groupe E.ON ; cette production cesse en 2015, si bien que l'approvisionnement en charbon ne repose plus que sur les importations et le déstockage,.
Au cours de la période d'exploitation des gisements français, 4 465 millions de tonnes de charbon ont été extraits, dont 2 275 millions de tonnes dans le Nord-Pas-de-Calais, 693 en Lorraine et 1 497 millions de tonnes dans le Centre-Midi.
| Type                     | 1973 | 1979 | 1985 | 1990 | 2000 | 2005 | 2008 | 2009 | 2010 | 2011 | 2012 | 2013 | 2014 |
| ------------------------ | ---- | ---- | ---- | ---- | ---- | ---- | ---- | ---- | ---- | ---- | ---- | ---- | ---- |
| Houille                  | 25,7 | 18,6 | 15,1 | 10,5 | 3,2  | -    | -    | -    | -    | -    | -    | -    | -    |
| Lignite                  | 2,8  | 2,5  | 1,8  | 2,3  | 0,3  | -    | -    | -    | -    | -    | -    | -    | -    |
| Produits de récupération | 0,7  | 2,0  | 2,0  | 0,7  | 0,6  | 0,6  | 0,3  | 0,1  | 0,3  | 0,1  | 0,3  | 0,3  | 0,3  |
| Total                    | 29,1 | 23,1 | 18,9 | 13,5 | 4,1  | 0,6  | 0,3  | 0,1  | 0,3  | 0,1  | 0,3  | 0,3  | 0,3  |

#### Pétrole
La production française de pétrole a été divisée par quatre depuis la fin des années 1980 ; en 2019, 723 000 tonnes de pétrole brut ont été extraites du sous-sol français, soit un peu moins de 1 % de la consommation nationale. Au 1er janvier 2020, les réserves de pétrole brut (18 Mt) et d’hydrocarbures extraits du gaz naturel représentent environ 25 ans d’exploitation au rythme actuel.
La production s'élevait à 3 Mt environ en 1970, 3,6 Mt en 1990, 1,6 Mt en 2000 et 0,8 Mt en 2019. Le pétrole extrait provient pour un tiers du bassin aquitain et deux tiers du bassin parisien. Les réserves présentes dans le sous-sol français au 1er janvier 2019 sont estimés à 7,7 Mtep de pétrole brut et 0,12 Mtep d'hydrocarbures extraits du gaz naturel de Lacq ; elles correspondent à près d'un mois et demi de la consommation nationale. Au rythme auquel ces réserves sont exploitées, elles sont estimées à 10,5 ans de production.
En 2024, la production s'établit à 585 000 tonnes par an, soit six fois moins qu'en 1990. La loi Hulot, votée fin 2017, prévoit que la recherche et l'exploitation d'hydrocarbures seront interdites en France à partir de 2040.
La France découvre les premières réserves de pétrole brut dans le Sahara algérien en 1956, en pleine guerre d'indépendance de l'Algérie. En mars 1957, le général de Gaulle se rend sur place, avec son conseiller Jacques Foccart, pour constater l'importance stratégique du gisement. Les accords d'Évian sauvegarderont les intérêts pétroliers français, jusqu'à la nationalisation en 1971.
L'exploration, puis l'exploitation du pétrole français ont été confiées initialement à des entreprises publiques : Régie autonome des pétroles (RAP) créée le 29 juillet 1939 pour exploiter le champ de gaz de Saint-Marcet en Haute-Garonne, Société nationale des pétroles d'Aquitaine (SNPA), née par la loi du 10 novembre 1941, Bureau de recherche de pétrole (BRP) créé en 1945 ; ces trois entités fusionnent en 1966 pour donner naissance à l'ERAP (surnommée Elf-RAP de 1967 à 1976) qui devient la Société Nationale Elf Aquitaine (SNEA) le 1er septembre 1976. l'entreprise est privatisée en 1994.
Parallèlement, Total est créé le 28 mars 1924 sous le nom de la « Compagnie française des pétroles » (CFP) afin de gérer les parts que le gouvernement français s'était vu attribuer comme dommage de guerre dans la gestion de la future compagnie pétrolière irakienne, l'Iraq Petroleum Company. À l'origine, c'est une société mixte associant des capitaux d'État et des capitaux privés.
En 1985, sa dénomination est changée en « Total – Compagnie française des pétroles » (Total CFP), puis en Total le 26 juin 1991. Elle est privatisée en 1993 par le gouvernement d'Édouard Balladur. À la suite de sa fusion avec la belge Petrofina, la société devient « Total Fina SA » en 1999.
En rachetant Elf en 2000, Totalfina double quasiment son effectif, ses capacités de production ainsi que son chiffre d'affaires ; le nouvel ensemble prend le nom de « Total Fina Elf SA », puis reprend la dénomination Total SA en 2003. En 2011, Total fait partie des supermajors du secteur pétrolier et est l'une des plus importantes entreprises au monde.
Une vingtaine d'associations de défense de l'environnement appellent début octobre 2015 le gouvernement à annuler les autorisations de forages d'hydrocarbures accordées le 21 septembre, à quelques semaines de l'ouverture de la COP21 à Paris ; il s'agit de trois permis exclusifs de recherches d'hydrocarbures liquides ou gazeux conventionnels : Champfolie (Seine-et-Marne), Herbsheim (Bas-Rhin) et Estheria (Marne), et de la prolongation de deux autres jusqu'à fin 2018 : Bleue Lorraine en Moselle et Juan de Nova dans les terres australes et antarctiques françaises. Les associations pointent la contradiction entre ces autorisations de forage et les recommandations des scientifiques qui ont clairement établi qu'il fallait geler 80 % des réserves actuelles prouvées d'hydrocarbures pour avoir une chance raisonnable de ne pas dépasser 2 °C de réchauffement climatique d'ici la fin du siècle. La ministre de l'Écologie Ségolène Royal relativise l'impact de ces autorisations, qui concernent « des zones où il y a déjà des forages », ajoutant que, dans le même temps, « quatre autres permis ont été refusés », et concluant : « Sous réserve d'un inventaire complet, je pense que ce sont les derniers permis qui seront accordés ».

#### Gaz naturel
Dans les années 1970, la France produisait un tiers de sa consommation de gaz naturel. Le gisement de gaz de Lacq a été découvert à Lacq, dans les Pyrénées-Atlantiques, en décembre 1951. Ce gaz fossile est distribué par gazoducs dans toute la France à partir de 1965. Par ses 2 240 Gm3 de réserves, il a contribué à l'essor industriel de la France, et a remplacé le gaz de ville domestique qui était produit à partir de charbon dans des usines à gaz. Dans les années 1970, 33 millions de mètres cubes de gaz brut étaient extraits chaque jour, contre seulement 4 millions en 2009.
L'injection de gaz de Lacq dans les réseaux, qui a culminé à la fin des années 1970 à plus de 80 TWh/an, s'est arrêtée définitivement en octobre 2013 ; l'injection de gaz de mine extrait du bassin du Nord-Pas de Calais ne représente plus en 2019 que 100 GWh contre 2 000 GWh au début des années 2000. Depuis 2012 a commencé l'injection de biométhane, qui double chaque année : 1 414 GWh en 2019 contre 814 GWh en 2018. En fin d’année 2019, 123 installations d’une capacité d’injection de 2 177 GWh/an sont raccordées aux réseaux de gaz naturel, tandis que 1 085 projets supplémentaires, représentant une capacité de 24 TWh/an, sont en cours de développement.

##### Gaz de schiste
Selon l'Agence internationale de l'énergie (AIE) la France serait, avec la Pologne, le pays européen aux ressources en gaz de schiste les plus importantes. Les deux bassins potentiellement riches en hydrocarbures de schistes en France sont le quart nord-est et le sud-est du pays. 64 permis d'exploration ont été délivrés en 2010 par Jean-Louis Borloo, faisant ensuite l'objet d'un désaveu par le gouvernement en 2011. Les conséquences environnementales, inquiétant les populations concernées ont amené les députés français à légiférer : le 30 juin 2011, la France devient le premier pays à refuser la fracturation hydraulique, une méthode jugée hautement polluante.
Le 14 septembre 2012, dans un discours, lors de la Conférence environnementale, le président François Hollande annonce « J'ai demandé à Delphine Batho […] de prononcer sans attendre le rejet de sept demandes de permis déposés auprès de l'État et qui ont légitimement suscité l'inquiétude dans plusieurs régions. S'agissant de l'exploration et de l'exploitation des hydrocarbures non conventionnels, telle sera ma ligne de conduite tout au long de mon quinquennat. ». Il précise que « Dans l'état actuel de nos connaissances, personne ne peut affirmer que l'exploitation des gaz et huiles de schiste par fracturation hydraulique, seule technique aujourd'hui connue, est exempte de risques lourds pour la santé et l'environnement. ».
À la suite de l'invasion de l'Ukraine par la Russie de 2022, l'arrêt des approvisionnements russes par gazoduc prive l'Europe de 110 à 120 Gm3 de gaz par an. Pour les remplacer, les seules possibilités sur le marché sont le Qatar et les États-Unis. La position de la France sur le gaz de schiste a donc changé : selon l'ONG Reclaim Finance, « l'État apporte clairement son soutien à l'importation de gaz de schiste ». Alors qu'en 2020, Engie s'était retirée du projet Rio Grande LNG sous la pression de l'État, son principal actionnaire, en 2022 elle a pu sécuriser un contrat de quinze ans prévoyant la vente de 1,75 Mt de GNL chaque année, à partir de 2026, et en mars 2023, TotalEnergies est en passe de conclure un accord avec NextDecade, opérateur du projet Rio Grande LNG, pour la livraison de 4 Mt de GNL par an. Reclaim Finance dénonce les nuisances de ce projet qui « nous enfermerait dans des décennies d'émissions de gaz à effet de serre ».

##### Gaz de houille
Le potentiel du gaz de houille (grisou) est évalué à six fois la consommation annuelle française. La société Française de l'énergie, créée en Lorraine en 2009 pour exploiter ce gisement, prévoit de produire à terme 5 % de la consommation annuelle de gaz en France. Pour financer ce projet, elle a lancé le 24 mai 2016 son introduction en Bourse. Une étude de février 2016 de l'IFEU (Institut für Energie-und Umweltforschung), institut allemand de référence dans la recherche sur l'énergie, l'environnement et l'écologie, a mis en évidence le très faible bilan carbone du projet d'exploitation de gaz de houille lorrain : l'extraction de ce gaz émet en moyenne dix fois moins de CO2 que le gaz naturel importé et consommé en France.

#### Uranium
En 1946, la prospection d'uranium a débuté sur le territoire national et en 1948 un gisement, très important, est découvert à La Crouzille. En 1955 d'autres gisements sont localisés dans des granitoïdes dans le Limousin, dans le Forez, en Vendée et dans le Morvan. Par la suite la prospection s'est étendue à des formations issues de l'érosion de massifs cristallins anciens, au nord et au sud du Massif central. La dernière mine d'uranium, à Jouac, a fermé en 2001. Cet arrêt de la production nationale n'est pas dû à un épuisement des gisements, mais à la disponibilité de ressources abondantes en uranium à bas prix du fait de l'arrêt du développement du nucléaire aux États-Unis et surtout du recyclage de l'uranium contenu dans les armes atomiques démantelées en vertu des accords de désarmement (traités SALT I et SALT II et surtout traité START). 75 982 tonnes d'uranium (tU) ont été extraites du sol français jusqu'en 2008. Les réserves restantes identifiées de la France sont évaluées en 2010 à 9 000 tU, ce qui correspond à plus d'une année de consommation du parc nucléaire français (7 370 tU en 2018, 5 455 tU en 2019,6 150 tU en 2020) ; la France produit cependant une partie de ses besoins grâce au retraitement des combustibles usés : la production d'uranium de retraitement s'est élevée en 2018 à 1 140 tU (équivalent de tonnes d'uranium naturel) et en 2019 à 1 026 tU, portant le stock d'uranium de retraitement à 29 986 tU fin 2019 ; la France a également consommé du plutonium issu du retraitement : 7,9 tonnes en 2018 et 6,3 tonnes en 2019.

### Ressources énergétiques primaires importées
Les combustibles fossiles sont des matières premières énergétiques provenant de la décomposition de matières organiques : pétrole, charbon, gaz naturel, tourbe… La France est globalement très dépendante des importations pour ces agents énergétiques.
Concernant l'énergie nucléaire, il est nécessaire de distinguer ressources primaires (les combustibles) et ressources secondaires (l'énergie électrique produite). Alors que les combustibles sont majoritairement importés, l'énergie induite est considérée dans les statistiques françaises comme une énergie purement locale ; cette convention est justifiée par le faible poids des combustibles importés dans le prix de revient final de l'électricité nucléaire.

#### Pétrole et produits pétroliers
Les importations de pétrole brut s'élèvent en 2019 à 49,7 Mtep, en recul de 8,7 % en 2019 après −7,8 % en 2018, du fait de la baisse de la demande des raffineries françaises en raison notamment de deux grands arrêts de maintenance et surtout d'une tendance, depuis une dizaine d’années, de contraction de l’activité de raffinage en France : les importations de pétrole brut ont ainsi baissé de plus de 40 % depuis 2008. La facture pétrolière s’établit à 21 289 millions € en 2019, en baisse de 14,3 % en raison de la chute des cours et de celle des volumes, après de fortes augmentations en 2017 et 2018 (+26 % et +15 %). Entre 2013 et 2016, cette dépense avait diminué de plus de moitié, principalement du fait de l’effondrement des prix fin 2014. Elle reste depuis bien en dessous de son niveau des années précédant cette chute : plus de 36 milliards € de 2019 par an de 2011 à 2013.
Ce pétrole provient essentiellement de six zones géographiques : les pays de l'ex-URSS (29,4 %) ; le Moyen-Orient (20,9 %) ; l'Afrique du Nord (17,2 %) ; l'Afrique subsaharienne (16,0 %) ; la Mer du Nord (7,7 %) et plus récemment l'Amérique du Nord dont la part atteint 7,7 %. La part des pays de l'OPEP reste légèrement supérieure à la moitié (51,9 %), bien qu'elle baisse de 3 points en 2019 après un bond de +6 points en 2018. L'importation de pétrole se fait par oléoducs et par voies maritimes (notamment par les grands ports pétroliers français : Antifer, Fos-sur-Mer, Montoir-de-Bretagne…).
En 2022, le prix du pétrole brut importé par la France connait une augmentation de 65 % en lien avec la reprise économique et la guerre en Ukraine. États-Unis, Kazakhstan et Nigeria sont les trois premiers fournisseurs de la France.
| Provenance                                                                                             | 1973  | 1979  | 1990 | 2000 | 2010 | 2015 | 2016 | 2017 | 2018 | 2019 | % 2019 | 2022 |
| --- | ----- | ----- | ---- | ---- | ---- | ---- | ---- | ---- | ---- | ---- | ------ | ---- |
| États-Unis                                                                                             | -     | -     | -    | -    | -    | 0,1  |      | 0,9  | 1,6  | 3,8  | 7,7 %  | 6,2  |
| Kazakhstan                                                                                             | -     | -     | -    | 2,1  | 7,0  | 8,0  | 8,1  | 9,3  | 8,3  | 6,9  | 13,9 % | 5,7  |
| Nigeria                                                                                                | 12,9  | 9,8   | 3,2  | 4,9  | 2,9  | 6,8  | 6,0  | 4,9  | 5,9  | 6,1  | 12,2 % | 4,2  |
| Algérie                                                                                                | 11,3  | 5,2   | 3,1  | 3,5  | 0,9  | 4,7  | 4,6  | 4,9  | 5,2  | 5,8  | 11,7 % | 3,7  |
| Arabie saoudite                                                                                        | 30,8  | 45,3  | 15,5 | 15,6 | 6,1  | 10,8 | 8,1  | 6,3  | 8,1  | 7,4  | 14,9 % |      |
| Norvège                                                                                                | 0,2   | 1,6   | 6,0  | 21,6 | 7,2  | 4,2  | 5,3  | 5,5  | 3,4  | 3,2  | 6,5 %  |      |
| Irak                                                                                                   | 19,1  | 23,2  | 3,1  | 7,4  | 2,4  | 2,8  | 1,5  | 0,5  | 1,2  | 2,8  | 5,6 %  |      |
| Libye                                                                                                  | 6,6   | 4,1   | 3,0  | 2,5  | 10,5 | 2,1  | 1,5  | 3,7  | 4,8  | 2,6  | 5,2 %  |      |
| Russie                                                                                                 | -     | -     | -    | 5,1  | 11,3 | 4,8  | 5,9  | 9,1  | 7,8  | 6,3  | 12,7 % | 2,2  |
| Angola                                                                                                 | -     | -     | 2,8  | 1,9  | 3,5  | 4,4  | 3,2  | 0,9  | 1,1  | 0,9  | 1,8 %  | 2,0  |
| Azerbaïdjan                                                                                            | -     | -     | -    | 0,6  | 3,2  | 3,7  | 3,2  | 1,7  | 1,1  | 1,4  | 2,8 %  |      |
| Royaume-Uni                                                                                            | -     | 2,7   | 4,8  | 10,1 | 3,4  | 1,6  | 1,4  | 1,5  | 0,8  | 0,6  | 1,2 %  |      |
| Iran                                                                                                   | 11,1  | 8,0   | 9,2  | 5,3  | 1,8  | -    | 4,6  | 7,1  | 3,3  | -    | 0 %    |      |
| Total France                                                                                           | 137,9 | 128,6 | 75,0 | 87,6 | 65,7 | 59,6 | 57,2 | 59,0 | 54,4 | 49,7 | 100 %  | 41,9 |
| Source : Ministère de la Transition écologique et solidaire, Bilan énergétique de la France pour 2019. |       |       |      |      |      |      |      |      |      |      |        |      |

La France importe, en plus du pétrole brut, des quantités croissantes de produits pétroliers ; le solde importateur atteint 28,2 Mtep en 2019, contre 22,6 Mtep en 2018 ; les importations ont augmenté de 6,4 % et les exportations ont baissé de 14,1 %, alors qu’elles diminuaient déjà, à un rythme régulier, depuis 2016 (−1,5 % par an en moyenne). Le déficit est imputable à 90 % au gazole et au fioul domestique : 22,1 Mtep ; à l'inverse, la France exporte des supercarburants (1,2 Mtep), du fait de la diésélisation du parc automobile ainsi que du fioul lourd et du naphta. Les trois principaux fournisseurs de produits raffinés sont la Russie (13 %), l’Arabie saoudite (12 %) et les États-Unis (8 %), et les exportations sont aux trois quarts destinées à l'Europe. En valeur, les importations ont totalisé 24 120 millions €, les exportations 10 674 millions € et le solde commercial 13 446 millions €, dont 12 136 millions € pour le gazole et au fioul domestique.
| Gazole / FOD                                                                                           | 24,7 | 2,6  | 22,1 |
| Carburant aviation                                                                                     | 6,2  | 1,8  | 4,4  |
| GPL | 3,7  | 1,0  | 2,7  |
| Fioul lourd                                                                                            | 2,8  | 3,7  | −0,9 |
| Supercarburants                                                                                        | 1,6  | 2,8  | −1,2 |
| Produits non-énergétiques                                                                              | 5,3  | 4,6  | 0,7  |
| autres                                                                                                 | 1,4  | 1,0  | 0,4  |
| Total France                                                                                           | 45,6 | 17,4 | 28,2 |
| Source : Ministère de la Transition écologique et solidaire, Bilan énergétique de la France pour 2017. |      |      |      |

#### Charbon
En 2019, la France a importé 11,0 Mt de charbon, en baisse de 22 % par rapport à 2018, leur plus bas niveau depuis plusieurs décennies ; elle comprend le charbon vapeur destiné à la production d'électricité et le charbon à coke pour la sidérurgie ; le solde commercial importateur s'élève à 1 646 millions €, en baisse de 14 %. Ces importations proviennent principalement de la Russie (28 %, part en baisse), de l'Australie (28 %), de l'Afrique du Sud (11 %), des États-Unis (11 %) et de la Colombie (9 %). Les charbons arrivent en France par voie maritime, essentiellement par les ports de Dunkerque, Fos-sur-Mer, Le Havre/Rouen et Saint Nazaire/Montoir.

#### Gaz naturel
Les importations de gaz sont réalisées, selon la provenance, soit par gazoducs venant de Norvège et de Russie par les points d'entrée de Dunkerque, Taisnières et Obergailbach, soit par voie maritime sous forme de gaz naturel liquéfié (GNL, transporté par méthaniers), par les ports de Fos-sur-Mer, de Montoir-de-Bretagne et de Dunkerque.
En 2019, la France a importé 632 TWh de gaz naturel, en progression de 11,4 % en 2019 et de 24,2 % en quatre ans, mais la dépense correspondante recule de 12,1 % en 2019 en euros constants, à 10 783 millions €, en raison de la chute des prix du gaz. Les entrées brutes par gazoducs reculent de 11,1 % à 396 TWh et celles de GNL progressent pour la quatrième année consécutive, atteignant une part de 37 % des entrées à 234 TWh contre 28 % en 2011. 32 % des importations de GNL sont réceptionnées à Fos-sur-Mer, 36 % à Montoir-de-Bretagne et 32 % au terminal de Dunkerque. La part des contrats de court terme (moins de deux ans) dans les approvisionnements s'est élevée à 29,9 % en 2019. Les réexportations par les points d’interconnexion du réseau avec l'Espagne, la Suisse et la Belgique ont bondi de 82 % à 70,1 TWh, après deux années successives de baisse ; le solde importateur recule de 0,4 % à 125 TWh pour 2 136 millions € ; la facture nette recule de 20,2 % à 8 647 millions € du fait de la chute des prix, après deux années de hausse.
La Norvège reste le principal fournisseur de la France en 2019 avec 36 % des entrées brutes, devant la Russie (20 %), le Nigeria (8 %), les Pays-Bas (8 %), l'Algérie (7 %) et le Qatar (4 %). La hausse des importations est portée en partie par celle des achats auprès d’autres pays (+30,8 %), dont le développement traduit une diversification des approvisionnements permise par l’importation de GNL ; les achats de gaz naturel sur les marchés du Nord-Ouest de l’Europe, pour lesquels le lieu de production du gaz n’est pas connu avec précision, représentent 18 % des entrées brutes.
En 2019, en raison de la chute des prix du GNL causée par l'abondance des ressources (Australie, Russie, gaz de schiste américain), les importations de GNL ont bondi de 87 % ; les trois terminaux méthaniers de Fos-sur-Mer, Montoir-de-Bretagne et Dunkerque ont fonctionné à plein régime ; le GNL importé provenait à 21 % du Qatar, à 20 % de Russie et à 15 % des États-Unis. L'afflux de GNL s'est accompagné d'un recul de 10 % des importations de gaz par gazoducs depuis la Norvège, les Pays-Bas et la Russie, qui représentent encore les deux tiers des entrées de gaz sur le territoire français. Les flux de transit ont atteint un niveau record : la France a réexporté des volumes en forte hausse vers l'Espagne (+42 %), la Suisse et l'Italie (+105 %).
Le 1er janvier 2017 a été mis en service le terminal méthanier de Dunkerque dont les actionnaires sont EDF (65 %), Fluxys (25 %) et Total (10 %). Ce projet à 1,2 milliard d'euros comprend une jetée capable d'accueillir environ 150 méthaniers par an, trois cuves de stockage géantes de 200 000 m3 de contenance chacune, ainsi qu'une unité de regazéification. Avec sa capacité de 13 milliards de m3 par an, il représente près de 20 % de la consommation française et belge de gaz.
Le principal acteur du secteur gazier français est Engie (ex-GDF Suez).
Les importations de gaz russe ont représenté environ 20 % de la consommation de gaz en France en 2020. Des solutions permettraient de réduire cette dépendance, mais aucune ne peut l'éliminer totalement à court terme.
En mars 2022, les pouvoirs publics demandent à TotalEnergies d'installer un terminal flottant de stockage et de regazéification dans le port du Havre. Raccordé au réseau de gazoducs d'Engie, il permettrait d'augmenter les capacités d'importation de GNL de la France pour réduire sa dépendance envers la Russie.
Le 2 mai 2022, Engie signe avec le producteur de GNL américain NextDecade un contrat d'approvisionnement d'une durée de quinze ans pour l'achat de 1,75 million de tonnes de GNL par an à partir de 2026. Engagé dans des négociations avec NextDecade depuis plusieurs années, le groupe a décidé de mettre fin à ses discussions en novembre 2020, sous la pression notamment des pouvoirs publics français. L'État, qui détient 23,6 % d'Engie, lui a fait part de ses réserves sur l'augmentation de ses importations de gaz issu de la fracturation hydraulique alors que la France s'engageait à ne plus apporter de garanties publiques de crédit à l'export pour des projets de gaz ou de pétrole de schiste. L'ONG Les Amis de la Terre souligne que « ce contrat va courir jusqu'en 2041 et risque de compromettre les objectifs de neutralité carbone de la France en 2050 ». Engie a déjà amendé en mars 2022 le contrat qu'il avait signé en 2021 avec Cheniere Energy, le numéro un américain du GNL, pour prolonger sa durée et en augmenter les volumes de 900 000 à 1,2 million de tonnes de GNL par an pendant vingt ans.
Le russe Gazprom cesse ses livraisons par gazoduc à la France à partir du 15 juin 2022, dans le cadre des répercussions de l'invasion de l'Ukraine, se plaçant de fait en rupture de contrat. Les flux de gaz en provenance des points d'interconnexion situés à l'Est de la France étaient déjà en baisse de plus de 60 % sur les cinq premiers mois de l'année par rapport à 2021. Les importations de GNL, en particulier des États-Unis, ont en contrepartie augmenté de 66 % sur la même période. La France est aussi devenue le premier importateur de gaz liquide produit en Russie par Novatek et TotalEnergies au cours des mois de mars, avril et mai, devant la Belgique, le Japon et l'Espagne. Les travaux de raccordement au réseau gazier d'un terminal flottant d'importation de gaz naturel liquéfié de TotalEnergies démarrent au début de l'automne 2022 ; il pourra recevoir à lui seul près de 10 % de la consommation française. Des groupes de travail sur la « sobriété énergétique » seront mis en place pour définir des plans d'action dans l'objectif de réduire la consommation d'énergie de 10 % en deux ans. Ce terminal flottant, le « Cape Ann », arrive au Havre en septembre 2023 et commence le 26 octobre 2023 à injecter du gaz en provenance de Norvège dans le réseau de GRTgaz.
Le 11 octobre 2023, TotalEnergies signe avec le Qatar deux contrats d'approvisionnement en GNL portant sur une durée de 27 ans. La compagnie nationale QatarEnergy doit livrer jusqu'à 3,5 Mt de GNL par an à la France à partir de 2026. Ces livraisons d'énergie fossile se doivent donc se poursuivre au-delà de 2050, date à laquelle la France s'est engagée à atteindre la neutralité carbone. La France est le quatrième importateur de GNL au monde après le Japon, la Chine et la Corée du Sud.
En 2023, le GNL a représenté 41 % des approvisionnements européens, contre 35 % en 2022. La France a reçu 22 % des importations européennes de GNL, devant l'Espagne (19 %), les Pays-Bas (16 %) et l'Italie (12 %), et 112 TWh ont transité par la France vers les pays voisins, en particulier l'Allemagne, la Belgique et l'Espagne. La part du GNL dans les approvisionnements français est passée de 35 % en 2021 à 59 % en 2023.

#### Uranium (combustible nucléaire)
Les besoins en uranium de la France ont été de 7 370 t en 2018 et 5 455 t en 2019 ; l'OCDE-AEN les estimait en 2020 à 6 150 t en 2020 et 6 800 t en 2025.
Le PDG d'Orano, Philippe Knoche, précise lors de la présentation des résultats semestriels d'Orano à l'été 2023 : « une année normale, Orano produit 8 000 tonnes d'uranium, dont 5 000 t proviennent du Canada, 2 000 t du Kazakhstan et 1 000 t du Niger ».
Les réserves mondiales prouvées d'uranium récupérables à un coût inférieur à 130 US$/kg sont estimées en 2019 à 6 148 kt, dont 28 % en Australie, 15 % au Kazakhstan, 9 % au Canada, 8 % en Russie, 7 % en Namibie, etc. ; les ressources récupérables à un coût inférieur à 260 US$/kgU sont estimées à 8 070 kt Les dépenses d'exploration ont chuté à partir de 2015 ; malgré cela, les réserves ont légèrement augmenté puisque les estimations de 2011 étaient de 5 327 kt à moins de 130 US$/kg et 7 097 kt à moins de 260 US$/kg. Au-delà de ces ressources dites « conventionnelles », des ressources « conjecturales » et ressources « spéculatives » sont évaluées à 7 220 kt. Par ailleurs, les sources « secondaires » représentent 5 à 10 % des approvisionnements : prélèvements sur les stocks, y compris sur les stocks militaires issus des accords de désarmement, uranium et plutonium de retraitement, uranium appauvri ré-enrichi, etc. Le recyclage des combustibles usés sous forme de MOX atteignait en France 992 t en 2016, 880 t en 2017 et 744 t en 2018.
Trois types de combustibles nucléaires sont utilisés dans le parc nucléaire français :
- de l'oxyde d'uranium (UOX) enrichi obtenu à partir d'uranium naturel pour la plus grande part ;
- du combustible mixte d'oxyde d'uranium et de plutonium (MOX) ;
- de l'oxyde d'uranium réenrichi (URE) obtenu à partir d'uranium de retraitement.

Le combustible MOX est fabriqué à partir du plutonium issu du traitement des combustibles nucléaires irradiés et d'uranium appauvri des stocks constitués lors de l'enrichissement de l'uranium naturel. Le combustible URE est fabriqué à partir de l'uranium issu du retraitement des combustibles nucléaires irradiés.
Les importations d'uranium naturel de la France de 1995 à 2020 proviennent surtout du Niger (24 %), du Canada (15 %), du Kazakhstan (13 %) et d'Australie (8 %). Ces quatre pays figurent parmi les principaux détenteurs de réserves d'uranium. Le rapport « Redbook » de l’Agence pour l'énergie nucléaire de l’OCDE (AEN) fournit une estimation des besoins en uranium de la France sur la période de 2020 à 2040 : ils représentent seulement 11 % des réserves du Niger, 3 % de celles du Canada et 2 % de celles du Kazakhstan.
Sur la période de 2005 à 2020, les 138 230 tonnes d'uranium naturel importés par la France provenaient pour 92,5 % de six pays : Kazakhstan (20,1 %), Australie (18,7 %), Niger (17,9 %), Ouzbékistan (16,1 %), Namibie (12,3 %) et Canada (7,4 %).
Le montant des importations françaises d’uranium peut être estimé en 2017 entre 500 millions et un milliard d’euros par an. Le coût de l'uranium naturel constitue seulement 5 % du coût de production du kWh nucléaire.
En 2011, l'uranium naturel utilisé en France est intégralement issu des importations ou du recyclage. Le combustible nucléaire chargé en réacteur a été de 1 205 tonnes, dont environ 120 tonnes de MOX et 80 tonnes d'URE. EDF fait appel à plusieurs fournisseurs pour effectuer les étapes successives du cycle du combustible : AREVA, Urenco (Grande-Bretagne), Tenex (Russie) et USEC (États-Unis), et diversifie ses achats auprès de différents fournisseurs situés dans plusieurs pays : le Kazakhstan, le Canada, l'Australie ou le Niger.
Le 12 octobre 2023, Orano signe un protocole d'accord avec son homologue mongol en présence d'Emmanuel Macron et du président mongol Ukhnaagiin Khürelsükh, actant les principaux éléments du futur accord d'investissement permettant le lancement de l'exploitation opérationnelle du gisement d'uranium de Zuuvch Ovoo, dans le sud-ouest du pays. La production de cette mine pourrait représenter jusqu'à 4 % de l'offre mondiale.

#### Énergies renouvelables
L'importation de ressources primaires renouvelables est à l'heure actuelle encore modeste, mais les importations d'agrocarburants posent des problèmes au niveau européen : l'Union européenne a ouvert une enquête antidumping sur les importations de biodiesel d'Argentine et d'Indonésie. En France, selon les données des Douanes, « les quantités de biocarburants produites dans le cadre des agréments et bénéficiant de ce fait d'une défiscalisation (en provenance de France ou des autres pays de l'Union européenne) sont, en 2011, pour la première fois en fort recul (- 16 %). La production agréée de la filière bioéthanol a reculé de 8 % après un bond de 13 % en 2010, et celle de biodiesel a perdu près de 20 %, d'où un recours renforcé aux importations pour couvrir les besoins ».

### Principaux acteurs
| Activité                                          | Opérateur                                                                                       | Notes                                                     |
| ------------------------------------------------- | ----------------------------------------------------------------------------------------------- | --------------------------------------------------------- |
| Exploration-production de pétrole et de gaz       | TotalEnergies                                                                                   | Anciennement CFP                                          |
| Exploration-production d'uranium                  | Orano                                                                                           | Anciennement Cogema, puis Areva                           |
| Génie civil d'installations de production         | Vinci Énergies, Vinci Construction                                                              | Anciennement SGE                                          |
| Génie civil d'installations de production         | Bouygues Construction                                                                           |                                                           |
| Production d'électricité issue du nucléaire       | Électricité de France (EDF)                                                                     |                                                           |
| Production d'hydroélectricité                     | EDF                                                                                             |                                                           |
| Production d'hydroélectricité                     | Compagnie nationale du Rhône (CNR)                                                              |                                                           |
| Production d'hydroélectricité                     | Société hydroélectrique du Midi (SHEM)                                                          | Filiale d'Engie                                           |
| Production issue du gaz                           | Engie                                                                                           | Anciennement GDF puis GDF Suez                            |
| Production issue du gaz                           | TotalEnergies                                                                                   |                                                           |
| Production issue du gaz                           | Electrabel                                                                                      | filiale d'Engie                                           |
| Production d'électricité issue du charbon         | GazelEnergie                                                                                    | Anciennement SNET                                         |
| Production d'électricité issue du charbon         | EDF                                                                                             |                                                           |
| Production et fourniture de gaz                   | Engie                                                                                           |                                                           |
| Production et fourniture de gaz                   | EDF, TotalEnergies                                                                              |                                                           |
| Stockage du pétrole et du gaz                     | Geostock                                                                                        | filiale de Vinci                                          |
| Stockage du pétrole et du gaz                     | Storengy                                                                                        | filiale d'Engie                                           |
| Stockage du pétrole et du gaz                     | Teréga                                                                                          | Anciennement TIGF, filiale de Snam                        |
| Gestionnaire de réseau de transport d'électricité | Réseau de transport d'électricité (RTE)                                                         |                                                           |
| Gestionnaire de réseau de transport de gaz        | GRTgaz                                                                                          | filiale d'Engie                                           |
| Gestionnaire de réseau de transport de gaz        | Teréga                                                                                          |                                                           |
| Distribution d'électricité                        | Enedis                                                                                          | Anciennement ERDF, filiale d'EDF                          |
| Distribution de gaz                               | Gaz réseau distribution France (GRDF)                                                           | filiale d'Engie                                           |
| Fournisseurs d'électricité non producteurs        | Uniper, Edenkia, Iberdrola, Enel France, etc.                                                   | EDF et TotalEnergies ÉG premiers fournisseurs-producteurs |
| Fournisseurs d'électricité non producteurs        | autres entreprises locales                                                                      | EDF et TotalEnergies ÉG premiers fournisseurs-producteurs |
| Fournisseurs d'électricité non producteurs        | fournisseurs d'électricité renouvelable                                                         | EDF et TotalEnergies ÉG premiers fournisseurs-producteurs |
| Fournisseurs de gaz                               | Engie, Antargaz, Dyneff, Endesa, GDB, etc.                                                      |                                                           |
| Autorités administratives                         | Ministère de la Transition énergétique, Ministère de l'Industrie Ministres chargés de l'Énergie |                                                           |
| Autorités administratives                         | Autorité de sûreté nucléaire et de radioprotection                                              |                                                           |
| Autorités administratives                         | Commission de régulation de l'énergie                                                           |                                                           |
| Autorités administratives                         | Médiateur national de l'énergie                                                                 |                                                           |

#### TotalEnergies
TotalEnergies est le principal acteur du secteur pétrolier français, et la première capitalisation boursière française au 27 février 2014.
Le groupe Total est en 2012 le cinquième groupe pétrolier privé du monde derrière l'anglo-néerlandais Shell, les américains ExxonMobil et Chevron et le britannique BP ; si l'on prend en compte les groupes publics chinois, Total se retrouve au 7e rang par le chiffre d'affaires après Sinopec et CPC (China Petroleum Company) et au 8e rang par le résultat net après le brésilien Petrobras.
Total figure à la 10e place du classement « Fortune Global 500 » de 2013 par chiffre d'affaires (7e dans le secteur énergie), et à la 24e place pour ses bénéfices.

#### Engie
Engie, ex-GDF Suez est 37e au classement Fortune Global 500 de 2013 par chiffre d'affaires ; c'est la 8e capitalisation du CAC 40 au 27 février 2014. Sur son site web, GDF Suez se présente (chiffres au 30 juin 2013) comme :
- dans le secteur électrique : 1er producteur indépendant d'électricité dans le monde ; 1er producteur mondial d'électricité non nucléaire ; 117 GW de capacités de production électrique installées dans le monde, plus 7,2 GW en construction ;
- dans le gaz naturel : 2e acheteur de gaz naturel en Europe, 1er opérateur de réseaux de transport et de distribution de gaz naturel en Europe et 1er vendeur de capacités de stockage de gaz en Europe ; 344 licences d'exploration et/ou de production dans 16 pays; 836 Mbep de réserves prouvées et probables ; 1er importateur de GNL en Europe et 3e importateur dans le monde, 2e opérateur de terminaux méthaniers en Europe ; 17 navires méthaniers.

GDF-Suez a annoncé le 27 février 2014 des dépréciations d'actifs d'un total de 14,9 milliards d'euros, essentiellement sur des centrales électriques thermiques et des capacités de stockage de gaz en Europe, qui l'ont fait plonger dans le rouge avec une perte nette de 9,7 milliards au titre de 2013 ; le groupe est affecté par le bas niveau des prix de marché de l'électricité en Europe, dû à une combinaison de surcapacités et de faible demande et son PDG, Gérard Mestrallet, a souligné que ces dépréciations reflétaient sa conviction d'une crise « durable et profonde » ; mais elles n'impactent ni la trésorerie ni la solidité financière du groupe, et le résultat net récurrent (hors exceptionnels) est ressorti à 3,4 milliards d'euros.
Engie a perdu 1,5 million de clients en cinq ans (2009-2015) sur un total de 11 millions d'abonnés au gaz, n'en conservant que 82 % au 31 mars 2015 ; sur le segment des professionnels, sa part est même tombée à 70 %, et en volume à 42 % contre 75 % en 2009. Sur ses 9,2 millions de clients actuels (dont 8,8 millions de particuliers), 2,1 millions ont souscrit à des offres de marché, soit 23 % du total. Engie développe ses ventes d'électricité pour compenser ses pertes dans le gaz ; il s'est fixé un objectif de 4,6 millions de clients à l'horizon 2018 contre 2,3 millions en mars 2015.

#### EDF
EDF : est de loin le premier producteur, transporteur, distributeur et fournisseur d'électricité en France, no 2 en Grande-Bretagne et en Italie ; 6e capitalisation du CAC 40 au 27 février 2014. À l'échelle mondiale, EDF a produit 642,6 TWh d'électricité en 2012 (dont 84,7 % sans CO2) avec un parc de 139,5 GW et desservi 39,3 millions de clients ; son chiffre d'affaires a atteint 72,7 milliards d'euros, et ses investissements 13,4 milliards d'euros. EDF est en 2012 le 8e propriétaire mondial d'infrastructures. EDF étend son activité au gaz, en s'appuyant sur l'expérience de sa filiale italienne Edison ; c'est actuellement le principal concurrent de GDF Suez dans le gaz en France, et GDF Suez est son principal concurrent dans l'électricité.
EDF est le principal concurrent d'Engie sur le marché du gaz, avec plus d'un million de clients (9,5 %) au début 2015.
Le secteur Énergie au sens large compte donc trois des plus grosses capitalisations boursières : Total, GDF Suez et EDF ; on peut de plus, en remontant vers l'amont, ajouter Legrand et Schneider Electric (matériel électrique) ainsi qu'Alstom (transport et énergie) et Technip (ingénierie pétrolière) ; on arrive alors à sept entreprises fortement impliquées dans l'énergie sur les 40 du CAC40. Cela permet de mesurer l'importance capitale de ce secteur pour l'économie française.

#### Nouveaux acteurs
Depuis l'ouverture à la concurrence impulsée par l'Union européenne, quelques acteurs nouveaux, souvent étrangers, ont émergé :
E.ON
no 1 allemand de l'électricité, 15e société mondiale au classement Fortune 500 de 2013, a racheté en 1995 à Endesa la société SNET qui exploite les anciennes centrales à charbon des ex-Charbonnages de France ; E.ON France prévoit de fermer cinq centrales et de les remplacer par des cycles combinés gaz sur les mêmes sites. Le site web d'E.ON France présente les chiffres clés 2012 d'E.ON en France : « Effectif : 889 salariés ; Chiffre d'affaires : 1609 M€ (1987 M€ en 2011) ; ventes d'électricité et de gaz : 10,1 TWh d'électricité et 4,8 TWh de gaz (13,1 TWh d'électricité et 6,9 TWh de gaz en 2011) ; capacité installée : plus de 3,2 GW ; production d'électricité : 7,4 TWh. 4 centrales thermiques, 2 cycles combinés gaz, 6 parcs éoliens et 2 fermes solaires » ;
Eni
pétrolier et gazier italien, 17e société mondiale au classement Fortune 500 de 2013, déjà présent en France dans la distribution de produits pétroliers (180 stations-services AGIP, bitumes, lubrifiants, etc.) tente depuis 2004 de se lancer dans la commercialisation de gaz avec la marque Altergaz, qui a été remplacée par la marque ENI au 1er octobre 2012. ENI se présente comme premier fournisseur « nouvel entrant » avec une part de marché d'environ 14 % et un volume vendu en 2011 en France de 74,2 TWh. ENI a franchi la barre des 500 000 clients gaz en France au début 2015, avec 460 000 clients résidentiels et 60 000 clients professionnels fin mars 2015. En octobre 2015, l'entreprise a annoncé devenir fournisseur d'électricité en France dès 2016,. ENI prévoit d'atteindre 600 000 clients en France fin 2015, dont 540 000 clients particuliers, avec un chiffre d'affaires de 1 milliard d'euros ; il se place au 3e rang du marché du gaz, derrière Engie (9 millions de clients) et EDF (environ 1 million de clients) ; il compte désormais sur l'électricité pour sa croissance à venir, et table sur environ 1,5 million d'abonnés en 2018, et sur un chiffre d'affaires de 2 milliards ; les trois-quarts de cette croissance viendront de l'électricité .
TotalEnergies
qui a racheté Poweo le 11 juillet 2012 ; ces deux entreprises de fourniture d'électricité et de gaz étaient apparues en 2002 et 2003, à la suite de l'ouverture de ces marchés à la concurrence. En juin 2009, le fondateur de Poweo, Charles Beigbeder vend sa participation à l'autrichien Verbund, le premier producteur d'électricité d'Autriche ; en juillet 2011 Direct Énergie annonce le rachat de la participation majoritaire de l'autrichien, prélude à la fusion de 2012. Le capital de la société est détenu à 60,8 % (72,6 % des droits de vote) par François 1er Énergie, société holding détenue en majorité par Financière Lov et dirigée par Stéphane Courbit. Son site web la présente comme « le 3e acteur français de l'électricité et du gaz qui a déjà conquis et fidélisé plus d'un million de clients (798 000 sites clients en électricité et 227 000 en gaz au 31/12/2012). Le groupe est un acteur intégré de l'énergie en France, depuis la production et la fourniture d'électricité et de gaz, jusqu'aux services dans le foyer ». Son chiffre d'affaires 2012 était de 740 M€ pour 8,6 TWh d'énergie livrée. Son parc de production comprend surtout un cycle combiné gaz : Pont-sur-Sambre (412 MW), ainsi que des petites centrales hydrauliques et des éoliennes en gérance ; en février 2012, Direct Énergie a remporté, en partenariat avec Siemens, un appel d'offres portant sur la construction d'une centrale à cycle combiné au gaz naturel (CCGN) d'une puissance d'environ 400 MW sur la commune de Landivisiau (Finistère) (mise en service prévue fin 2016), projet qui s'inscrit dans le Pacte électrique breton ; Direct Énergie développe un autre projet cycle combiné au gaz à Hambach en Moselle (deux tranches de 446 MW), mais le Tribunal Administratif de Strasbourg a prononcé l'annulation du permis de construire et de l'autorisation d'exploiter en février 2012.

## Bilan énergétique
Pour couvrir les besoins énergétiques de la France, la branche énergétique française utilise de l'énergie primaire, produite en France ou importée, puis la transforme et la distribue aux utilisateurs.
Tous ces flux peuvent se résumer en un tableau sous forme de bilan Ressources/Emploi, dénommé « bilan énergétique national » :
| (en Mtep)                           | 2012   | 2013   | 2014   | 2015   | 2016   | 2017   | 2018   | 2019   |
| ----------------------------------- | ------ | ------ | ------ | ------ | ------ | ------ | ------ | ------ |
| RESSOURCES                          |        |        |        |        |        |        |        |        |
| Production d'énergie primaire (P)   | 135,58 | 138,41 | 139,63 | 140,90 | 133,46 | 131,47 | 137,43 | 134,04 |
| Importations                        | 157,0  | 158,03 | 151,47 | 153,69 | 152,21 | 157,72 | 153,40 | 154,94 |
| Exportations                        | −30,94 | −29,10 | −32,35 | −33,43 | −30,27 | −32,12 | −33,28 | −34,47 |
| Stocks et soutes internationales    | −6,41  | −7,56  | −9,15  | −6,66  | −5,39  | −7,11  | −8,75  | −9,16  |
| Total ressources (R)                | 255,23 | 259,78 | 249,61 | 254,49 | 250,03 | 249,95 | 248,80 | 245,35 |
| Indépendance énergétique (P/R)      | 53,1 % | 53,3 % | 55,9 % | 55,4 % | 53,4 % | 52,6 % | 55,2 % | 54,6 % |
| Consommation branche énergie        | 99,34  | 99,82  | 99,60  | 99,82  | 93,48  | 93,46  | 95,01  | 92,56  |
| Consommation finale non énergétique | 14,05  | 13,77  | 14,42  | 13,87  | 13,37  | 14,09  | 13,29  | 13,42  |
| Consommation finale énergétique     | 141,95 | 146,19 | 135,58 | 141,11 | 143,64 | 142,58 | 140,55 | 139,37 |

Des explications détaillées sur les différentes rubriques sont disponibles dans l'article Bilan énergétique (statistique).

### Énergie primaire consommée par source d'énergie
La croissance de la consommation d'énergie primaire se ralentit progressivement depuis les années 1970 ; la consommation régresse depuis 2002 où elle avait atteint 272 Mtep. La consommation de charbon et de pétrole a fortement décru depuis 1973 alors que le gaz naturel, l'électricité primaire et les énergies renouvelables ont vu leur consommation augmenter rapidement.
Selon les estimations de l'Energy Institute, en 2023, la consommation d'énergie primaire de la France s'est élevée à 8,66 EJ (Exajoules), en hausse de 4,7 % en 2023, mais en recul de 18 % depuis 2013, répartie en 48 % de combustibles fossiles (pétrole : 31,9 %, gaz naturel : 14,1 %, charbon : 2,1 %), 35 % de nucléaire et 17 % d'énergies renouvelables (hydroélectricité : 6,0 %, autres : 11,0 %). La consommation d'énergie primaire par habitant de la France s'élevait à 133,8 GJ, en hausse de 4,5 % en 2023, mais en recul de 19,5 % par rapport à 2013, inférieure de 19 % à la moyenne des pays de l'OCDE : 166 GJ, mais supérieure de 74 % à la moyenne mondiale : 77 GJ et de 12 % à celle de la Chine : 119,8 GJ, et inférieure de 2,3 % à celle de l'Allemagne : 137 GJ et de 52 % à celle des États-Unis : 277,3 GJ.
La consommation d'énergie primaire par habitant de la France s'élevait en 2023, dans les statistiques de l'Agence internationale de l'énergie, à 130,6 GJ ; elle était supérieure de 67 % à la moyenne mondiale : 78,3 GJ en 2022 ; celle de l'Allemagne était de 121,6 GJ, celle de la Chine de 112,4 GJ et celle des États-Unis de 268,9 GJ.
La consommation de pétrole, estimée à 2,76 EJ en 2023, a reculé de 1,3 % en 2023, de 12 % par rapport à 2019 et de 17 % depuis 2013. Elle représente 1,4 % de la consommation mondiale de pétrole (Allemagne : 2,0 %, Royaume-Uni : 1,4 %, Italie : 1,3 %). La consommation de gaz naturel, estimée à 1,22 EJ, a reculé de 11,7 % en 2023, de 22 % par rapport à 2019 et de 25 % depuis 2013. Elle représente 0,8 % de la consommation mondiale de gaz naturel (Allemagne : 1,9 %, Royaume-Uni : 1,6 %, Italie : 1,5 %). La consommation de charbon, estimée à 0,18 EJ, a reculé de 23,3 % en 2023, de 38 % par rapport à 2019 et de 66 % depuis 2013. Elle représente 0,1 % de la consommation mondiale de charbon (Allemagne : 1,1 %, Pologne : 0,9 %, Royaume-Uni : 0,1 %, Italie : 0,1 %).
| Source                                                   | 1990  | %       | 2000   | %       | 2010   | %       | 2020  | %       | 2023  | % 2023  | var. 2023/1990 |
| -------------------------------------------------------- | ----- | ------- | ------ | ------- | ------ | ------- | ----- | ------- | ----- | ------- | -------------- |
| Charbon                                                  | 840   | 9,0 %   | 623    | 5,9 %   | 501    | 4,6 %   | 222   | 2,4 %   | 249   | 2,8 %   | −70 %          |
| Pétrole                                                  | 3 518 | 37,6 %  | 3 442  | 32,7 %  | 3 225  | 29,3 %  | 2 593 | 28,4 %  | 2 695 | 30,0 %  | −23 %          |
| Gaz naturel                                              | 1 090 | 11,6 %  | 1 497  | 14,2 %  | 1 784  | 16,2 %  | 1 461 | 16,0 %  | 1 226 | 13,7 %  | +12 %          |
| Total fossiles                                           | 5 448 | 58,2 %  | 5 563  | 52,8 %  | 5 510  | 50,1 %  | 4 276 | 46,9 %  | 4 170 | 46,5 %  | −23 %          |
| Nucléaire                                                | 3 426 | 36,6 %  | 4 529  | 43,0 %  | 4 675  | 42,5 %  | 3 860 | 42,3 %  | 3 689 | 41,1 %  | +8 %           |
| Hydraulique                                              | 190   | 2,0 %   | 233    | 2,2 %   | 220    | 2,0 %   | 225   | 2,5 %   | 203   | 2,3 %   | +7 %           |
| Biomasse-déchets                                         | 460   | 4,9 %   | 451    | 4,3 %   | 656    | 6,0 %   | 704   | 7,7 %   | 789   | 8,8 %   | +71 %          |
| Solaire, éolien, géoth.                                  | 7     | 0,1 %   | 8      | 0,1 %   | 50     | 0,5 %   | 222   | 2,4 %   | 301   | 3,4 %   | ×40,3          |
| Total EnR                                                | 657   | 7,0 %   | 692    | 6,6 %   | 926    | 8,4 %   | 1 151 | 12,6 %  | 1 293 | 14,2 %  | +97 %          |
| − Solde exp. électricité                                 | −164  | −1,7 %  | −250   | −2,4 %  | −111   | −1,0 %  | −162  | −1,8 %  | -181  | -2,0 %  | +11 %          |
| Total                                                    | 9 368 | 100,0 % | 10 534 | 100,0 % | 11 000 | 100,0 % | 9 125 | 100,0 % | 8 971 | 100,0 % | −4 %           |
| Source des données : Agence internationale de l'énergie. |       |         |        |         |        |         |       |         |       |         |                |

En 2019, la consommation totale d'énergie primaire réelle s'élève à 245,3 Mtep (−1,4 %) ; après correction des variations climatiques, elle recule de 1,5 % ; les besoins de chauffage sont un peu plus élevés en 2019 qu'en 2018, du fait d'une légère hausse de la rigueur climatique de la période de chauffe ; cette baisse tendancielle est observée depuis le milieu des années 2000. Depuis 2012, année de référence des objectifs nationaux de réduction de consommation d’énergie, la consommation primaire a baissé de 4,1 %, soit 0,6 % en moyenne annuelle, à climat constant.
Cette consommation se répartit en 48 % de combustibles fossiles (pétrole 29 %, gaz 16 % et charbon 3 %) ; 40 % d'électricité primaire nucléaire ; 12 % d'énergies renouvelables et déchets.
Les conventions utilisées par les statistiques françaises, alignées sur celles de l'Agence internationale de l'énergie (AIE), contrairement à celles de l'Agence d'information sur l'énergie ou de l'Energy Institute (EI), minorent la part des énergies renouvelables électriques. Ainsi, la production hydroélectrique de la France en 2023 est évaluée par l'EI à 0,52 EJ, soit 6,0 % de la consommation d'énergie primaire, contre 2,3 % selon l'AIE ; selon l'EI, la part des énergies renouvelables électriques en 2023 est de 17 % au lieu de 14,2 % pour l'AIE ; en incluant la biomasse, la part totale des énergies renouvelables dans la consommation primaire passe ainsi à plus de 25 %.

### Énergie primaire consommée par la branche énergie
En 2019, la consommation de la branche énergie a représenté 37,7 % de l'énergie primaire consommée (92,56 Mtep sur 245,35 Mtep) ; l'énergie consommée par cette filière est donc équivalente à plus de 60 % de l'énergie consommée par les utilisateurs finaux ; voici les différents postes de consommation de cette filière, par ordre d'importance :
- pertes de conversion : la transformation de l'énergie primaire en énergie secondaire (électricité, produits pétroliers, etc.) implique des pertes de rendement : ainsi, on considère que l'énergie nucléaire primaire est la chaleur produite par le réacteur ; le rendement énergétique d'une centrale nucléaire est celui de la transformation de cette chaleur en électricité, soit en moyenne 33 % ; pour comparaison, le rendement d'une centrale thermique au fioul est d'environ 35 % ; en effet la partie aval du processus[n 21] est identique : ces rendements sont ceux du cycle thermodynamique ;
- pertes de transport et de distribution : pertes des transformateurs électriques, des pertes des lignes électriques, pertes des oléoducs et gazoducs, etc. ;
- usages internes : énergie nécessaire à l'enrichissement de l'uranium et à la fabrication des assemblages de combustible nucléaire, de la consommation des centrales hydroélectriques de pompage et des consommations internes des centrales (auxiliaires, transformateurs primaires, etc.) ;
- raffinage : pertes lors du raffinage des produits pétroliers ;
- autres transformations : surtout cokéfaction.

| (en Mtep)                              | 2012  | 2013  | 2014  | 2015  | 2016  | 2017  | 2018  | 2019  |
| Production d'électricité et de chaleur | 81,80 | 81,94 | 82,30 | 83,08 | 77,55 | 77,42 | 78,56 | 76,10 |
| Usages internes                        | 7,59  | 7,12  | 6,80  | 6,50  | 6,35  | 6,73  | 6,63  | 6,27  |
| Raffinage                              | 0,78  | 0,70  | 0,62  | 0,60  | 0,62  | 0,52  | 0,53  | 0,46  |
| Autres transformations                 | 3,01  | 3,26  | 3,25  | 2,82  | 2,91  | 2,88  | 2,91  | 2,72  |
| Pertes de transport et de distribution | 4,22  | 4,54  | 3,97  | 3,83  | 3,97  | 4,07  | 4,03  | 4,02  |
| Divers (écarts statistiques)           | 1,94  | 2,26  | 2,66  | 3,00  | 2,09  | 1,84  | 2,35  | 3,00  |
| Total                                  | 99,34 | 99,82 | 99,60 | 99,82 | 93,48 | 93,46 | 95,01 | 92,56 |

### Énergie consommée pour les usages non énergétiques
Cette branche comprend notamment les consommations de :
- goudrons de houille utilisés à des fins non énergétiques ;
- produits pétroliers utilisés dans la pétrochimie comme le GPL, le naphta, le gazole ;
- produits pétroliers utilisés pour le bitume pour les routes, lubrifiants pour les moteurs, white-spirit, essences spéciales, paraffines, cires, coke de pétrole calciné, etc. ;
- gaz en tant que matière première dans les industries chimiques et para-chimiques.

En France, la consommation de cette branche correspond à un peu moins de 10 % de l'énergie finale consommée.

### Énergie grise associée au commerce international des biens
L'énergie consommée pour la production des biens importés (moins celle des biens exportés) s'élève en 2020 à environ 503 TWh. L'intégration de cette énergie grise porte la consommation d'énergie primaire de la France de 3 000 TWh à 3 503 TWh.

## Conversion en énergies secondaires

### Raffinage

Pétrole brut et raffineries en France.

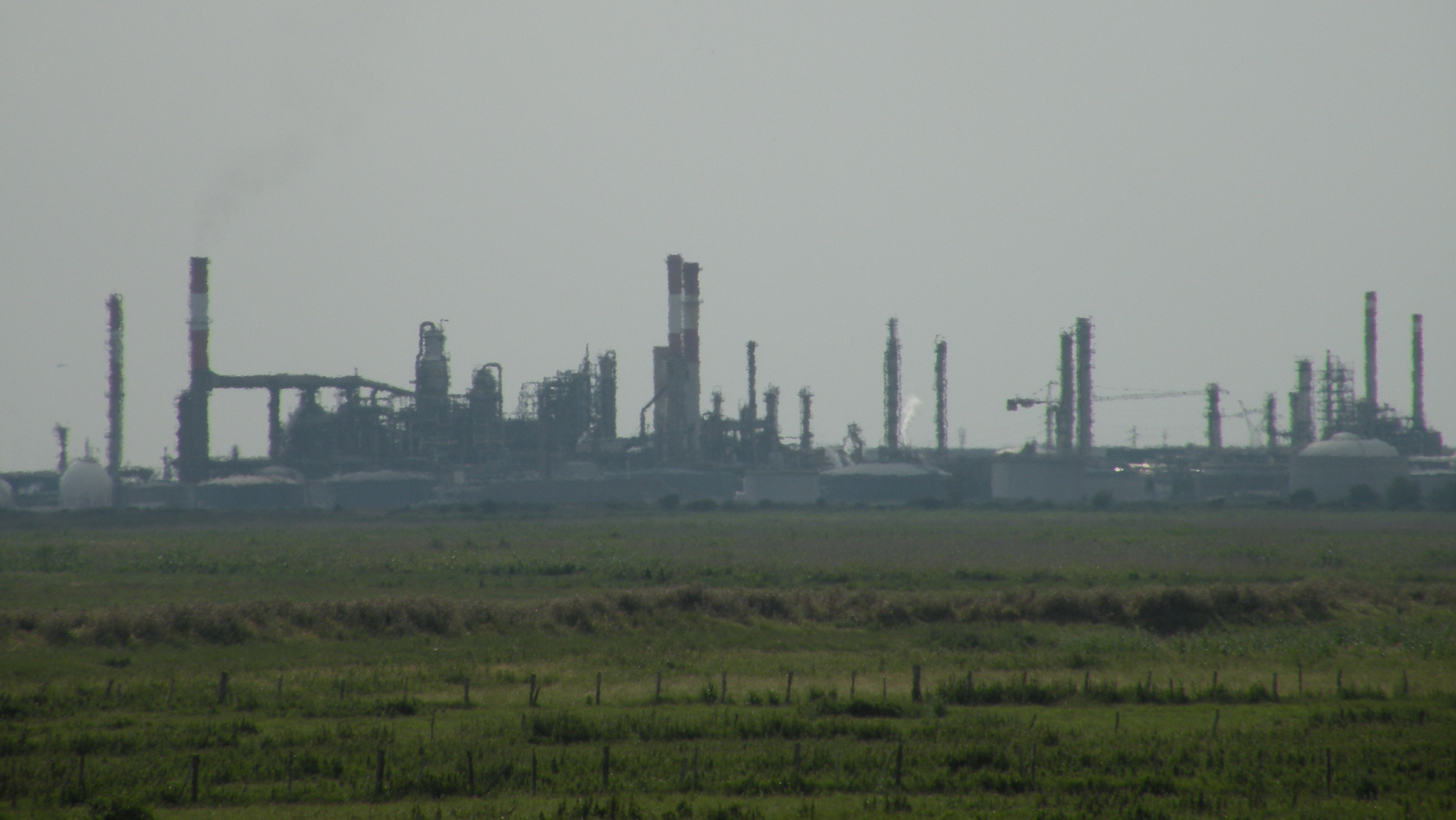
La raffinerie de Donges, vue depuis les marais de Lavau-sur-Loire.

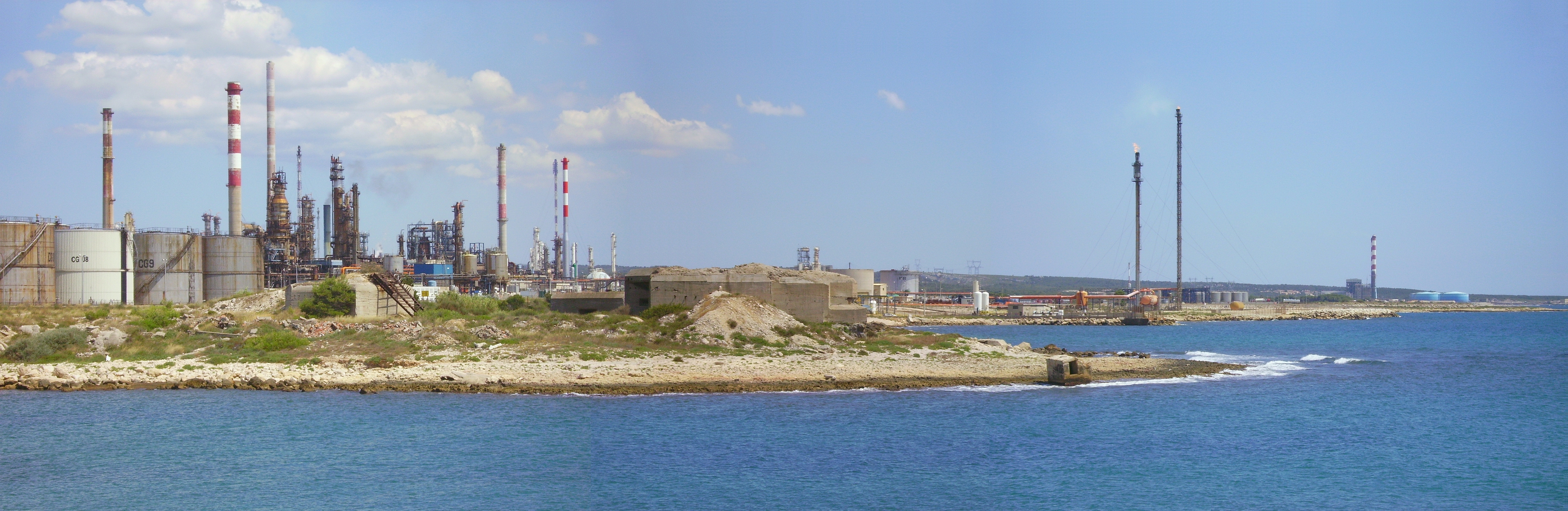
Le complexe pétrochimique de Lavéra est situé face à la Méditerranée.

Le pétrole brut est transformé en produits pétroliers par les raffineries.
Le raffinage en France, comme dans toute l'Europe, est confronté à une baisse de la demande intérieure due aux délocalisations et aux politiques de lutte contre le changement climatique ; il est aussi affecté d'une inadéquation entre la
structure de la demande intérieure, majoritairement tournée vers le gazole, et celle de l’offre. Par ailleurs, la concurrence internationale est intense : les raffineries américaines qui bénéficient d'approvisionnements à bas coût en pétrole et gaz non conventionnels, et les installations géantes du Moyen-Orient et d'Asie, des raffineries modernes situées près des lieux de production du brut ou dans des pays dont la demande est en forte croissance, produisent à moindre coût. Enfin, la réglementation environnementale européenne impose des coûts et des contraintes plus élevés que dans d’autres pays. Le raffinage français se trouvait en surcapacité et ne pouvait répondre à la forte diésélisation du parc automobile national qu'en produisant moins d'essence et plus de gazole, ce qui aurait impliqué des investissements très coûteux dans les installations existantes. Après la fermeture de plusieurs raffineries au début de la décennie, la production des raffineries françaises a baissé d'un quart : moins de 60 Mt depuis 2012 contre 80 Mt par an dans les années 2000 ; la raffinerie de La Mède, exploitée par Total, a cessé de traiter le pétrole brut fin 2016 et est reconvertie pour produire des agrocarburants. Au total, la France n'a plus que huit raffineries. La raffinerie de Grandpuits en Île-de-France a par ailleurs annoncé la fin de ses activités de raffinage pour 2021, et sa reconversion vers une plateforme sans pétrole, avec une unité de production de biocarburants, une unité de bioplastiques et une unité de recyclage chimique des plastiques. La production nette de produits raffinés s'élève à 50,4 Mt en 2019, en recul pour la deuxième année consécutive (−8,6 %, après −6,2 % en 2018).
La raffinerie de Normandie, située à Gonfreville-l'Orcher, en Seine-Maritime, mise en service en 1933, traite jusqu'à 16 millions de tonnes de pétrole brut par an, surtout en provenance du golfe Persique. C'est la plus grosse raffinerie française et une des premières au niveau européen.
Trois autres raffineries ont une capacité supérieure à 10 Mt/an : raffinerie de Donges, raffinerie de Port-Jérôme-Gravenchon et raffinerie de Lavéra.
Total exploite cinq raffineries en France, qui emploient 3 800 salariés. Deux sont déficitaires : celle de La Mède, à Châteauneuf-les-Martigues (Bouches-du-Rhône) et celle de Donges (Loire-Atlantique). Le site de La Mède, qui perd entre 150 et 170 millions de dollars par an, va arrêter en 2015 ses activités de raffinage de pétrole brut (153 000 barils par jour de capacité) et reconvertir ses installations à la production de biocarburants.

### Regazéification

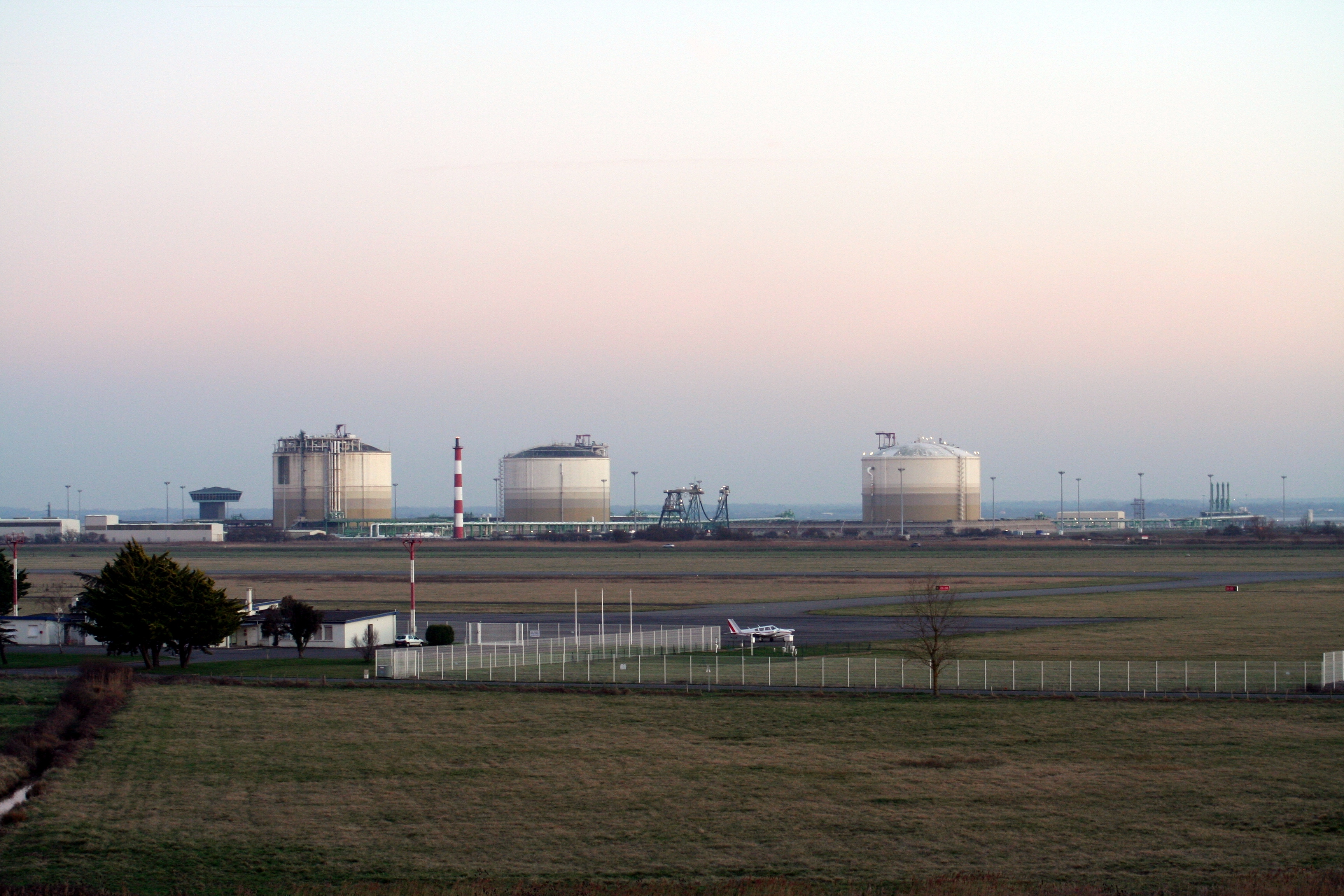
Vue du terminal méthanier de Montoir-de-Bretagne.

Le gaz naturel liquéfié est retransformé en gaz à son arrivée dans les trois terminaux méthaniers d'Elengy, filiale d'Engie : Fos-Tonkin, Fos-Cavaou et Montoir-de-Bretagne ; le terminal méthanier de Loon-Plage, près de Dunkerque, a été construit par EDF et Total et est entré en service en 2017. EDF et Total ont vendu leurs parts en 2018, laissant le contrôle du terminal au groupe Fluxys.

## Transport et distribution d'énergie

### Oléoducs
L'oléoduc sud-européen (en rouge sur la carte de la section "Raffinage" ci-dessus) relie la Méditerranée à la région du Rhin supérieur en traversant la France et approvisionne la Suisse et l'Allemagne ; il assure l'approvisionnement des raffineries sur l'axe Fos-sur-Mer - Karlsruhe, soit 769 kilomètres ; il transporte 10 millions de tonnes par an, alimenté par des pétroliers qui déchargent leur cargaison de pétrole brut au port de Fos-sur-Mer et leur cargaison de naphta et de condensat au port de Lavéra ; il approvisionne la raffinerie de Feyzin près de Lyon et la raffinerie de Cressier en Suisse, près de Neuchâtel.
L'oléoduc d'Île-de-France achemine du pétrole brut depuis le grand port maritime du Havre jusqu'à la raffinerie de Grandpuits ; long de 262 km, il transporte 6 millions de tonnes de pétrole brut et de produits pétroliers chaque année.
Des oléoducs transportent des produits raffinés :
- le LHP alimente les aéroports de Paris à partir des raffineries du Havre ;
- le Donges-Metz se connecte au pipeline de l'OTAN ;
- les pipelines de l'OTAN transportent les produits des raffineries de Dunkerque ou de Lavera (près de Marseille) vers l'Allemagne.

### Gazoducs

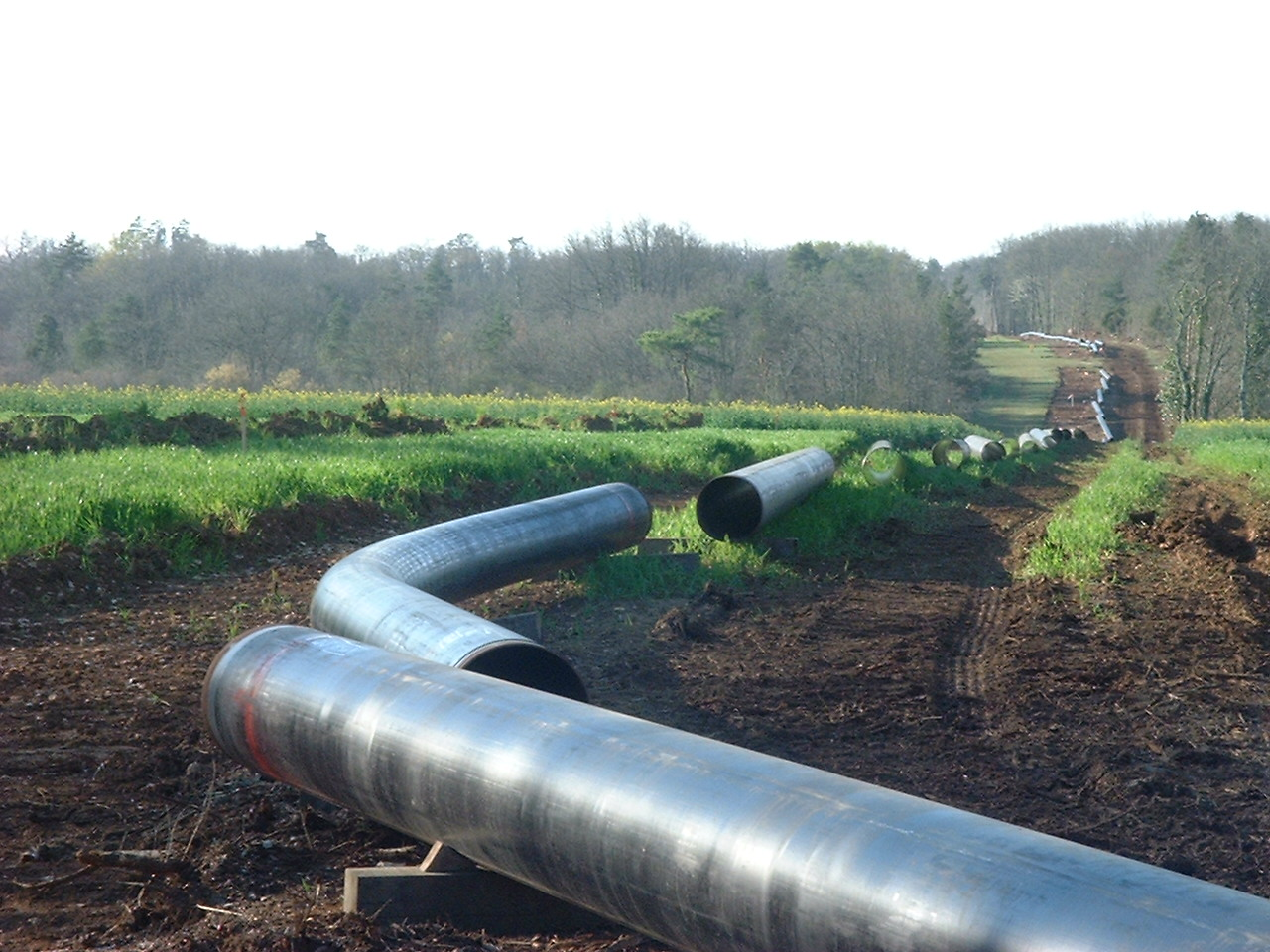
Chantier du doublement du gazoduc de Chazelles (Charente) (5 avril 2008).

La carte des réseaux de transport de gaz peut être consultée sur le site du ministère de la Transition écologique et solidaire. Les points d'entrée sur le territoire français, en dehors des quatre terminaux méthaniers de Fos-Tonkin, Fos-Cavaou, Montoir-de-Bretagne et Dunkerque, sont à Dunkerque (gaz de Norvège), Alveringem et Taisnières (gaz de Norvège et des Pays-Bas) et Obergailbach (gaz de Russie) ; les points de sortie vers la Suisse à Oltingue et La Cure et vers l'Espagne à Biriatou et Larrau.
En 2019, le réseau de transport de gaz compte 37 420 km de gazoducs, dont 5 100 km exploités par Teréga, filiale de Total, dans le Sud-Ouest et 32 320 km exploités par GRTgaz (filiale d'Engie) ; le réseau de distribution est composé de 195 000 km de canalisations exploitées par GrDF, filiale d'Engie et 24 autres gestionnaires, parmi lesquels 22 entreprises locales de distribution. Deux opérateurs exploitent les 15 sites de stockage souterrain français : Storengy (dix sites en nappes aquifères et trois cavités salines) et Teréga (deux sites en nappes aquifères).
Le projet MidCat-STEP de gazoduc entre la Catalogne et le Midi de la France, à travers les Pyrénées, est définitivement abandonné après l'annonce, le 20 octobre 2022, par l'Espagne, la France et le Portugal, d'un accord sur la construction d'un nouveau gazoduc reliant Barcelone à Marseille en passant sous la mer Méditerranée. Ce gazoduc serait destiné au transport de l'hydrogène vert et d'autres gaz renouvelables, mais le gaz naturel fossile pourra y circuler « comme source d'énergie temporaire et transitoire, dans une proportion limitée » (une limite de 15 % est évoquée). Sa mise en service est prévue au plus tôt en 2030. Les opérateurs gaziers espagnol (Enagás), portugais (REN) et français (Teréga et GRTgaz) ont transmis des éléments préliminaires aux trois gouvernements concernés : la longueur du gazoduc posé au fond de la mer varierait entre 350 et 450 km, selon trois tracés possibles. Les trois pays concernés lancent le 9 décembre 2022 le projet « H2Med », qui englobe deux gazoducs : l'un, court, entre le Portugal et l'Espagne, et l'autre, plus long et plus complexe, le « BarMar », qui reliera par voie sous-marine Barcelone et Marseille pour transporter 2 Mt/an d'hydrogène vert produit dans la péninsule ibérique à partir de 2030, soit 20 % du total des objectifs de production européens. Le coût du chantier est estimé à 2,5 milliards €, dont la moitié serait couverte par des fonds européens.
Les compteurs de gaz chez les particuliers vont être remplacés jusqu'en 2022-2023 par le compteur communicant Gazpar ; son déploiement a été annoncé le 20 novembre 2013 par GrDF, après que le gouvernement a donné son feu vert en août ; GRdF investira 1 milliard d'euros dans ce projet. Ce compteur sera relevé à distance grâce à un module radio, permettant la facturation sur la consommation réelle sans relève physique du compteur ; un relevé quotidien sera accessible par internet ; des opérations de vérification et maintenance à distance seront possibles,,.
L'accès des tiers aux réseaux de transport et de distribution du gaz a été garanti par la loi du 3 janvier 2003 relative aux marchés du gaz et de l'électricité et au service public de l'énergie ; la Commission de régulation de l'énergie a été chargée de la régulation de l'ouverture à la concurrence du secteur de l'énergie.
La fourniture de gaz aux particuliers est assurée par une quarantaine de fournisseurs (expéditeurs ou traders) sur environ 190 fournisseurs autorisés en France. L'ouverture totale des marchés est effective en France depuis le 1er juillet 2007.
L'équilibrage entre l'offre et la demande est assuré grâce à onze sites de stockages souterrains, pour une capacité utile de l'ordre de 130 TWh, soit près de 30 % de la consommation nationale.

## Énergie finale consommée

### Répartition par énergie de l'énergie finale consommée
Le graphique qui aurait dû être présenté ici ne peut pas être affiché car il utilise l'ancienne extension Graph, désactivée pour des questions de sécurité. Des indications pour créer un nouveau graphique avec la nouvelle extension Chart sont disponibles ici.

Consommation finale par énergie en France
Source : Agence internationale de l'énergie
L'électricité représentait 25,3 % de la consommation finale d'énergie en France en 2022 ; sa part dans la consommation finale du secteur résidentiel était de 39,5 %, dans celle de l'industrie de 34,4 % et dans celle du secteur tertiaire de 57,3 %.
| Source                                                  | 1990  | %    | 2000  | %    | 2010  | %    | 2020  | %    | 2022  | % 2022 | var. 2022/1990 |
| ------------------------------------------------------- | ----- | ---- | ----- | ---- | ----- | ---- | ----- | ---- | ----- | ------ | -------------- |
| Charbon                                                 | 263   | 4,4  | 141   | 2,1  | 113   | 1,7  | 45    | 0,8  | 108   | 1,8 %  | −59 %          |
| Produits pétroliers                                     | 3 145 | 53,1 | 3 371 | 49,9 | 2 984 | 44,6 | 2 455 | 42,6 | 2 548 | 43,2 % | −19 %          |
| Gaz naturel                                             | 1 002 | 16,9 | 1 346 | 19,9 | 1 382 | 20,7 | 1 150 | 20,0 | 1 070 | 18,1 % | +7 %           |
| Solaire th., géoth.                                     | 6     | 0,1  | 6     | 0,1  | 4     | 0,1  | 11    | 0,2  | 11    | 0,2 %  | +104 %         |
| Biomasse-déchets                                        | 405   | 6,8  | 376   | 5,6  | 489   | 7,3  | 475   | 8,3  | 506   | 8,6 %  | +25 %          |
| Électricité                                             | 1 088 | 18,4 | 1 386 | 20,5 | 1 599 | 23,9 | 1 481 | 25,7 | 1 493 | 25,3 % | +37 %          |
| Chaleur                                                 | 20    | 0,3  | 135   | 2,0  | 119   | 1,8  | 150   | 2,6  | 167   | 2,8 %  | +733 %         |
| Total                                                   | 5 928 | 100  | 6 761 | 100  | 6 689 | 100  | 5 758 | 100  | 5 903 | 100 %  | -0,4 %         |
| Source des données : Agence internationale de l'énergie |       |      |       |      |       |      |       |      |       |        |                |

Selon Eurostat, la part des énergies renouvelables dans la consommation finale d'énergie en France atteignait 22,3 % en 2023, inférieure à la moyenne de l'Union européenne : 24,5 %, mais légèrement supérieure à celle de l'Allemagne : 21,5 %.

### Répartition par secteur de l'énergie finale consommée
Le graphique qui aurait dû être présenté ici ne peut pas être affiché car il utilise l'ancienne extension Graph, désactivée pour des questions de sécurité. Des indications pour créer un nouveau graphique avec la nouvelle extension Chart sont disponibles ici.

Consommation finale par secteur en France
Source : Agence internationale de l'énergie
| Filière                                                 | 1990  | %    | 2000  | %    | 2010  | %    | 2020  | %    | 2022  | % 2022 | var. 2022/1990 |
| ------------------------------------------------------- | ----- | ---- | ----- | ---- | ----- | ---- | ----- | ---- | ----- | ------ | -------------- |
| Industrie                                               | 1 317 | 22,2 | 1 382 | 20,4 | 1 198 | 17,9 | 1 037 | 18,0 | 1 127 | 19,1 % | −14 %          |
| Transport                                               | 1 608 | 27,1 | 1 877 | 27,8 | 1 824 | 27,3 | 1 593 | 27,7 | 1 867 | 31,6 % | +16 %          |
| Résidentiel                                             | 1 594 | 26,9 | 1 694 | 25,1 | 1 852 | 27,7 | 1 532 | 26,6 | 1 417 | 24,0 % | -11 %          |
| Tertiaire                                               | 665   | 11,2 | 779   | 11,5 | 1 003 | 15,0 | 848   | 14,7 | 828   | 14,0 % | +25 %          |
| Agriculture+pêche                                       | 163   | 2,8  | 178   | 2,6  | 186   | 2,8  | 197   | 3,4  | 196   | 3,3 %  | +20 %          |
| Non spécifié                                            | 21    | 0,4  | 173   | 2,6  | 42    | 0,6  | 22    | 0,4  | 32    | 0,5 %  | ns             |
| Usages non énergétiques (chimie)                        | 559   | 9,4  | 677   | 10,0 | 584   | 8,7  | 529   | 9,2  | 436   | 7,4 %  | -22 %          |
| Total                                                   | 5 928 | 100  | 6 761 | 100  | 6 689 | 100  | 5 758 | 100  | 5 903 | 100 %  | -0,4 %         |
| Source des données : Agence internationale de l'énergie |       |      |       |      |       |      |       |      |       |        |                |

En 2019, les ménages français ont consommé 65,7 Mtep d’énergie, dont 39,8 Mtep dans leurs logements et 25,9 Mtep pour leurs déplacements. Ils ont consacré 94,6 milliards € à leurs dépenses d'énergie. Leur facture énergétique a été de 3 144 € par ménage, dont 1 602 € pour l’énergie dans le logement et 1 542 € pour les achats de carburants. Cette facture totale est stable en euros constants entre 2018 et 2019, alors qu’elle avait augmenté les deux années précédentes (+5,6 % en 2018 et +3,7 % en 2017). La hausse de la dépense d’énergie liée au logement (+0,8 %) est compensée par la baisse de celle de carburants (−0,9 %), qui avait augmenté fortement en 2017 (+8,8 %) et en 2018 (+10,2 %). La dépense de produits pétroliers baisse de 5,8 %, celle d'électricité augmente de 1,3 % et celle de gaz de 3,2 %.
L'énergie représente 8,9 % des dépenses réelles des ménages (hors loyers) en 2019 et 5,7 % de leur consommation effective (avec loyers et services sociaux). Cette part est stable après une hausse de 0,4 point entre 2017 et 2018. Elle demeure éloignée de son pic atteint en 1985, à 11,9 %.
Le tableau ci-dessous donne les mix énergétiques (répartition des consommations par énergie) de chaque secteur en 1981 et en 2015, puis les taux de variation des consommations sur 34 ans de chaque énergie dans chaque secteur :
| Mtep | Mix énergétique 1981 | Mix énergétique 1981 | Mix énergétique 1981 | Mix énergétique 1981 | Mix énergétique 2015 | Mix énergétique 2015 | Mix énergétique 2015 | Mix énergétique 2015 | Variation 1981-2015 | Variation 1981-2015 | Variation 1981-2015 | Variation 1981-2015 |
| Énergie | Indust.              | Rés.Ter.             | Agric.               | Transp.              | Indust.              | Rés.Ter.             | Agric.               | Transp.              | Indust.             | Rés.Ter.            | Agric.              | Transp.             |
| Charbon | 10,13                | 3,01                 | 0                    | 0,01                 | 4,88                 | 0,34                 | 0                    | 0                    | −52                 | −89                 | ns                  | ns                  |
| Produits pétroliers | 14,46                | 22,79                | 3,12                 | 31,54                | 2,12                 | 9,92                 | 3,32                 | 45,42                | −85                 | −56                 | +6                  | +44                 |
| Gaz naturel | 7,32                 | 9,89                 | 0,11                 | 0                    | 9,72                 | 20,38                | 0,29                 | 0,10                 | +33                 | +106                | +164                | ns                  |
| Électricité | 7,95                 | 9,44                 | 0,37                 | 0,52                 | 9,98                 | 25,68                | 0,70                 | 0,88                 | +26                 | +172                | +89                 | +69                 |
| EnRt+déchets | 1,26                 | 6,58                 | 0,04                 | 0                    | 1,70                 | 10,66                | 0,15                 | 3,00                 | +35                 | +62                 | +275                | ns                  |
| Source : ministère de l'Écologie (base de données Pégase) 2015 : chiffres provisoires ; EnRt = bois, agrocarburants, biogaz ; Industrie : sidérurgie comprise. |                      |                      |                      |                      |                      |                      |                      |                      |                     |                     |                     |                     |

Ce tableau synthétise bien les parts de marché des énergies et leur évolution :
- forte baisse du charbon et du pétrole, sauf dans les transports où ce dernier garde encore une part très prépondérante : 91,9 % (ainsi que dans l'agriculture : 74,4 %) ; certes, sa part s'y effrite quelque peu (98,3 % en 1981), surtout du fait de l'introduction des biocarburants, mais en valeur absolue sa consommation a augmenté de 44 % en 34 ans ;
- forte progression du gaz naturel (sa part passe de 13,6 % à 20,7 %) dans tous les secteurs sauf le transport, où le GNV (gaz naturel véhicule) et le GPL (gaz de pétrole liquéfié) ne représentent encore que 2 % de la consommation ; dans les autres secteurs, le gaz a très largement remplacé le charbon et le pétrole ;
- progression encore plus forte de l'électricité, dont les parts de marché ont presque doublé en 34 ans (24,9 % contre 14,2 %), sauf dans les transports, où sa progression, certes forte en valeur absolue, n'est que modeste en part de marché : le développement du TGV et des tramways a été en partie compensé par le déclin du fret ferroviaire, dont la compétitivité est compromise par les avantages fiscaux massifs accordés aux transporteurs routiers ;
- forte progression des EnR thermiques, grâce au développement du chauffage au bois et des agrocarburants.

#### Consommation énergétique des transports
Le secteur des transports est un des principaux consommateurs d'énergie en France. La dépendance de ce secteur aux produits pétroliers et sa contribution au réchauffement climatique peuvent être réduites grâce à la taxe carbone, dans le cadre de la politique de transition énergétique. D'un point de vue énergétique, le mode de transport le plus efficace est le transport sur rail, aussi bien pour les passagers que pour les marchandises.
L'énergie finale consommée dans les transports s'élève à 517,8 TWh en 2022 et se décompose comme suit :
| Type d'énergie                       | TWh   |
| ------------------------------------ | ----- |
| Pétrole                              | 467,3 |
| Énergie renouvelable (biocarburants) | 36,0  |
| Gaz                                  | 3,7   |
| Électricité                          | 10,8  |

| Mode de transport   | TWh   |
| ------------------- | ----- |
| Route               | 482,0 |
| Aviation domestique | 18,6  |
| Ferroviaire         | 9,8   |
| Autres              | 7,2   |

Si l'on tient compte des soutes internationales, exclues des statistiques énergétiques des pays, il faut rajouter :
| Mode de transport  | TWh |
| ------------------ | --- |
| Aviation           | 55  |
| Transport maritime | 14  |

L'électricité consommée par la SNCF représente 7 TWh/an.

#### Chauffage des bâtiments
En 2019, le chauffage est marqué par la transition énergétique : les ventes de chaudières classiques au fioul (trois millions de chaudières restantes, sur un parc de 35 millions de logements) et au gaz ont chuté de 29 % et celles de chaudières gaz à condensation ont reculé de plus de 5 %, à 515 000 unités installées ; celles de pompes à chaleur air/eau ont progressé de 83 % à 176 220 unités, celles de pompes à chaleur réversibles air/air de 27 % à 728 000 installations, et celles de chauffe-eau thermodynamiques de 13 % à 117 000 unités.
La nouvelle réglementation environnementale des bâtiments neufs en préparation, dite « RE2020 », devrait être indirectement plus favorable que la précédente à l'électricité aux dépens du gaz naturel. Elle prendra en compte l'empreinte carbone des bâtiments sur tout leur cycle de vie, de la construction à la démolition. Le Royaume-Uni a fait un choix plus clair en interdisant le gaz dans les bâtiments neufs à partir de 2025.
La RE2020 entrainera la disparition progressive des logements neufs chauffés au gaz naturel, un mouvement déjà engagé en Suède, aux Pays-Bas et au Royaume-Uni qui ont adopté des réglementations similaires. En effet, elle imposera aux bâtiments neufs des plafonds de consommation énergétique et d'émission de gaz à effet de serre à partir de l'été 2021 ; le plafond d'émission autorisé sera fixé dès 2021 à 4 kg de CO2 par an et par mètre carré pour les maisons, ce qui exclura de facto le gaz naturel ; pour les appartements, ce plafond sera de 14 kg par m2, ce qui laisse encore la possibilité d'installer du chauffage au gaz, à condition que l'isolation des logements soit très performante, mais il passera à 6 kg en 2024, excluant de fait le chauffage exclusivement au gaz, mais permettant des solutions hybrides. Ce délai permettra de développer les alternatives : réseaux de chaleur, chauffage à biomasse, pompes à chaleur collectives, solaire thermique. Afin de limiter les risques de voir se multiplier les convecteurs électriques, la réglementation introduit également un plafond de consommation d'énergie primaire non renouvelable.
Un rapport publié fin 2020 par l'Agence de l'environnement et de la maîtrise de l'énergie (Ademe) et le gestionnaire du réseau haute tension RTE étudie une trajectoire de transition énergétique pour 2035 : le premier prérequis consiste à accélérer les rénovations de logements de 400 000 rénovations par an actuellement à 800 000 par an, et de les rendre plus efficaces (passer de 30 % de réduction des besoins de chauffage à 50 %). Le second prérequis consiste à remplacer des chauffages polluants par des chauffages non polluants : disparition du chauffage au fioul (12 % des logements en 2020), baisse de la part du gaz de 41 % à 31 %, dont un tiers de biogaz, multiplication par trois de la part des réseaux de chaleur urbains (de 4 % à 12 %) et développement massif des pompes à chaleur électriques (de 4 % à 18 %) ; la part des radiateurs électriques baisserait de 34 % à 30 % et le chauffage au bois passerait de 4 % à 9 %. Cette transition nécessite des investissements massifs : au total, RTE et l'Ademe estiment que la tonne de CO2 évitée reviendrait à 430 €, ou 310 € avec des effets d'échelle, soit plus de dix fois le prix actuel du carbone en Europe. Le rapport constate que « le coût de réduction des émissions de CO2 apparaît de prime abord relativement élevé […] par rapport à d'autres exemples de politiques de réduction des émissions dans le secteur de la mobilité ou de l'industrie ». Il préconise de concentrer les efforts d'abord sur le remplacement du chauffage au fioul et sur la rénovation des passoires thermiques.

#### Consommation de produits pétroliers
La consommation finale de pétrole raffiné en France est donnée par le tableau suivant :

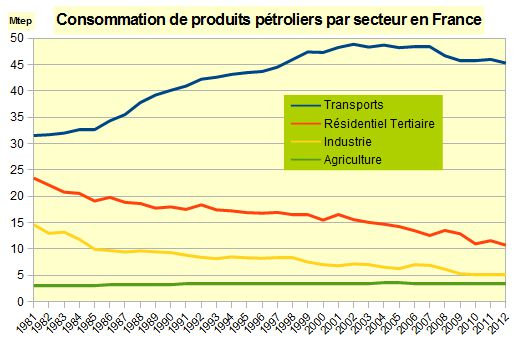
Consommation de produits pétroliers par secteur en France (source : base de données Pégase du ministère de l'Écologie).

| Secteur                            | 1973 | 1979 | 1985 | 1990 | 2000 | 2010 | 2015 | 2016 | 2017 | 2018 | 2019 | Part 2019 | Variation 2019/1973 |
| ---------------------------------- | ---- | ---- | ---- | ---- | ---- | ---- | ---- | ---- | ---- | ---- | ---- | --------- | ------------------- |
| Industrie                          | 24,1 | 21,0 | 9,6  | 9,3  | 7,0  | 5,1  | 2,9  | 2,8  | 2,6  | 2,8  | 2,8  | 5 %       | −88 %               |
| Résidentiel-Tertiaire              | 32,7 | 27,7 | 19,2 | 18,0 | 15,9 | 11,0 | 8,9  | 8,2  | 8,3  | 7,6  | 7,2  | 12,5 %    | −78 %               |
| dont résidentiel                   | nd   | nd   | nd   | nd   | nd   | 7,1  | 5,5  | 5,2  | 5,2  | 4,7  | 4,3  | 7,5 %     | nd                  |
| dont tertiaire                     | nd   | nd   | nd   | nd   | nd   | 3,9  | 3,4  | 3,0  | 3,1  | 2,9  | 2,9  | 5 %       | nd                  |
| Agriculture                        | 3,3  | 2,9  | 2,7  | 3,3  | 2,4  | 3,4  | 3,4  | 3,3  | 3,2  | 3,3  | 3,2  | 5,6 %     | −3 %                |
| Transports                         | 25,3 | 31,0 | 33,1 | 40,1 | 48,2 | 45,8 | 44,6 | 44,8 | 45,1 | 44,2 | 44,2 | 77 %      | +75 %               |
| dont transports routiers (ménages) | nd   | nd   | nd   | nd   | nd   | nd   | 26,0 | 26,2 | 26,3 | 25,7 | 25,9 | 45 %      | nd                  |
| Total cons. énergétique            | 85,4 | 82,6 | 64,9 | 70,8 | 73,5 | 65,3 | 59,9 | 59,1 | 59,2 | 57,8 | 57,4 | 100 %     | −33 %               |

#### Consommation de charbon
L'évolution de la consommation de charbon par secteur est retracée par le graphique suivant :

Consommation de charbon par secteur.

Le déclin du charbon est général ; il ne reste utilisé que dans la sidérurgie (39 %), le reste de l'industrie (15 %) et surtout la production d'électricité (43 %).

#### Consommation de gaz naturel
Le gaz naturel a connu une progression fulgurante : +81 % en 39 ans, mais depuis son apogée en 2005, il a reculé de 9 %. En 2012, il est consommé par le secteur résidentiel-tertiaire pour 68,5 % et par l'industrie pour 30,5 % ; l'agriculture ne consomme que 0,7 % et le transport 0,3 % (GPL et GNV). Les taux de progression sur 39 ans sont de 116 % pour le résidentiel-tertiaire, 111 % pour l'agriculture et 32 % pour l'industrie.
En 2022, à la suite de la crise énergétique mondiale, le nombre de foyers chauffés au gaz recule pour la première fois : GRDF évoque un chiffre provisoire de 30 000 clients en moins et un véritable coup d'arrêt sur les nouveaux raccordements. Le nombre de clients utilisant le gaz pour la cuisson baissait déjà depuis plusieurs années.
En 2023, la consommation de gaz recule de 11,4 %, atteignant son plus bas niveau depuis 1996, à 381 TWh, selon GRTgaz. La baisse des consommations finales a été de 6,7 %, plus marquée chez les grands industriels (−7,2 %) que dans les foyers, le tertiaire et la petite industrie (−6,3 %). La consommation des centrales électriques a chuté de 40,6 %, retrouvant un niveau normal après sa forte hausse en 2022, année marquée par une chute de production des centrales nucléaires et hydroélectriques.

## Secteur de l'électricité

### Production d'électricité

Production nette d'électricité en France.
Sources données : Agence d'information sur l'énergie (1980-2016), RTE (2017).

L'électricité produite en France en 2023 s'élevait à 527 TWh et provenait pour 64,2 % du nucléaire, pour 28,2 % de sources d'énergies renouvelables (production hydroélectrique : 11,5 %, éolien : 9,9 %, solaire : 4,3 %, biomasse : 1,4 %, déchets : 0,8 %, autres : 0,1 %) et pour 7,6 % de centrales thermiques fossiles (surtout gaz : 5,9 %).
En 2023, selon les estimations de l'Energy Institute, la production d'électricité en France représentait 1,7 % de la production mondiale, au 9e rang mondial, dont 65,1 % provenant des centrales nucléaires, 6,7 % tirée des combustibles fossiles (gaz naturel : 6,2 %, pétrole : 0,3 %, charbon : 0,2 %), 26,9 % des énergies renouvelables (hydroélectricité : 10,7 %, autres : 16,2 %) et 1,3 % d'autres sources (part non renouvelable des déchets, pompage-turbinage, etc.). La part de l'éolien est de 10,1 %, celle du solaire de 4,3 %, celle de la biomasse et des déchets de 1,9 %.

### Consommation d'électricité

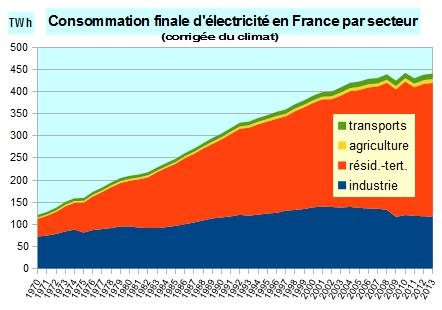
Consommation finale d'électricité en France.
Source données : base de données Pégase du ministère de l'Écologie.

En 45 ans, la consommation d'électricité a été multipliée par 3,6, celle du secteur résidentiel-tertiaire par 7,3 et celle de l'agriculture par 3,1 ; celle de l'industrie ne s'est accrue que de 70 % et celle des transports de 99 %. La part de l'industrie (sidérurgie comprise) est passée de près de 60 % en 1970 à 26,8 % en 2015, alors que celle du résidentiel-tertiaire est passée de 34 à 69 %. La désindustrialisation et la tertiarisation de l'économie française se lisent clairement dans ces chiffres.
La consommation française d'électricité par habitant s'élève en 2023 à 6 417 kWh en France, en progression de 7,5 % depuis 1990, supérieure de 87 % à la moyenne mondiale : 3 427 kWh en 2022 et de 7,7 % à celle de l'Allemagne : 5 957 kWh, mais inférieure de 49,5 % à celle des États-Unis : 12 705 kWh.

## Réseaux de chaleur

### Production de chaleur
Les réseaux de chaleur français ont été alimentés de 188,75 PJ en 2023, dont 37,9 % produits à partir de combustibles fossiles, 46,6 % à partir d'énergies renouvelables et 15,6 % à partir d'autres sources. En 2022, la production de chaleur française de 183,4 PJ représentait 1,0 % de la production mondiale de chaleur, au 11e rang mondial, loin derrière la Chine (7 977 PJ, 44,7 %), la Russie (5 506 PJ, 30,9 %) et l'Allemagne (428 PJ, 2,4 %).
| Source                                                   | 2000  | %    | 2010  | %    | 2020  | %    | 2023  | % 2023 | var. 2023/2000 |
| -------------------------------------------------------- | ----- | ---- | ----- | ---- | ----- | ---- | ----- | ------ | -------------- |
| Charbon                                                  | 18,1  | 13,4 | 10,4  | 6,8  | 4,3   | 2,5  | 2,8   | 1,5 %  | −84 %          |
| Pétrole                                                  | 33,9  | 25,0 | 19,6  | 12,8 | 9,9   | 5,7  | 7,7   | 4,1 %  | −77 %          |
| Gaz naturel                                              | 59,5  | 43,9 | 78,5  | 51,2 | 66,7  | 38,3 | 61,0  | 32,3 % | +3 %           |
| Sous-total fossiles                                      | 111,5 | 82,3 | 108,5 | 70,8 | 80,9  | 46,5 | 71,5  | 37,9 % | −36 %          |
| Biomasse                                                 | 0     |      | 14,1  | 9,2  | 49,9  | 28,6 | 63,7  | 33,8 % | ns             |
| Déchets renouv.                                          | 12,0  | 8,9  | 13,5  | 8,9  | 15,0  | 8,6  | 17,9  | 9,5 %  | +49 %          |
| Géothermie                                               |       |      | 3,2   | 2,1  | 6,7   | 3,9  | 7,1   | 3,3 %  | ns             |
| Sous-total EnR                                           | 12,0  | 8,9  | 30,7  | 20,1 | 71,7  | 41,2 | 88,7  | 46,6 % | +639 %         |
| Autres                                                   |       |      | 0,5   | 0,3  | 5,2   | 3,0  | 8,0   | 5,1 %  | ns             |
| Déchets non renouv.                                      | 12,0  | 8,9  | 13,5  | 8,9  | 16,3  | 9,4  | 19,8  | 10,5 % | +65 %          |
| Total                                                    | 135,5 | 100  | 153,3 | 100  | 174,0 | 100  | 188,8 | 100 %  | +39 %          |
| Source des données : Agence internationale de l'énergie. |       |      |       |      |       |      |       |        |                |

En 2019, 47 TWh de chaleur destinés à la vente ont été produits en France. Nets des pertes de distribution, 43 TWh ont été livrés aux consommateurs, dont plus de la moitié provenant des réseaux de chaleur, le tiers restant étant issu de centrales de cogénération. On dénombre près de 800 réseaux de chaleur, dotés d'une puissance thermique totale d'environ 23 GWth, dont près de 10 GWth en Île-de-France. Ils ont livré 26 TWh en 2019, en progression de 0,7 % ; leur consommation d'énergie primaire de 34 TWh est dominée par le gaz naturel (35 %), suivi de la chaleur issue de l'incinération des déchets urbains (24 %), puis de la biomasse (23 %) ; le fioul et le charbon, dont la part était de 60 % en 1990, ne représentent plus que 4 % du bouquet énergétique des réseaux ; la part des énergies renouvelables a plus que doublé depuis le début de la décennie, pour atteindre 44 % en 2019, en progression de 3 points en un an ; avec les énergies de récupération telles que la part non renouvelable des déchets urbains et la chaleur industrielle récupérée, la part d’énergies renouvelables et de récupération atteint 56 %. Plus du quart des réseaux de chaleur (27 %) possèdent un équipement de cogénération ; la chaleur produite par ces équipements représente environ 5 TWh, soit 17 % du total des livraisons des réseaux.
Fin 2023, les 946 réseaux de chaleur desservent 2,7 millions de logements (ou 47 380 bâtiments) en eau chaude et chauffage. Leur longueur cumulée atteint 7 046 kilomètres, principalement en Île-de-France (135 réseaux de chaleur, 10 777 GWh livrés), en Auvergne-Rhône-Alpes (199 réseaux, 3 586 GWh livrés) et dans les Hauts-de-France (51 réseaux, 1 692 GWh livrés).
La production simultanée de chaleur et d'électricité en cogénération permet des rendements énergétiques globaux supérieurs à leur production séparée ; c'est pourquoi les pouvoirs publics, à la fin des années 1990, ont soutenu leur développement. C'est également une priorité européenne, une directive sur la cogénération ayant été adoptée en 2004, remplacée et complétée par la directive 2012/27/UE du 25 octobre 2012 relative à l’efficacité énergétique.
En 2019, les installations de production d’électricité avec procédé thermique de cogénération, hors réseaux de chaleur, ont produit 46 TWh de chaleur, dont 22 TWh ont été livrés, nets des pertes de distribution, à des utilisateurs tiers, le reste étant auto-consommé par l'entreprise productrice. Ces installations ont brûlé principalement du gaz naturel (39 %), des déchets urbains (15 %), du bois et déchets agricoles (12 %), des produits pétroliers (10 %), des résidus de papeterie (10 %), des produits charbonniers (5 %) et du biogaz (4 %). Les réseaux de chaleur sont généralement utilisés par des collectivités locales pour chauffer, au moyen d'une chaufferie collective, des bâtiments publics ou privés de leur territoire ; des initiatives privées sont aussi en place. Leur taille varie du petit réseau à biomasse rurale à celui de Paris, alimenté par plusieurs centrales de production et assurant un tiers du chauffage collectif de la capitale.
Le plus gros réseau de chaleur est géré par la Compagnie parisienne de chauffage urbain (CPCU). Il est alimenté par les centrales de cogénération du groupe TIRU, qui brûlent des déchets urbains de Paris et d'une partie de la région parisienne. Metz alimente un réseau de chaleur par l'Usine d'électricité de Metz. Grenoble a aussi un réseau de chaleur et celui de Toulouse, alimenté par l'incinération de déchets, doit en sus récupérer la chaleur des supercalculateurs de l'espace de recherche Clément Ader. À Strasbourg, ES Services Énergétiques (filiale d'Électricité de Strasbourg), issue de la fusion d'Ecotral et de Dalkia Bas-Rhin, gère des réseaux de chaleur dont à Strasbourg, avec trois grandes installations représentant un total de 400 GWh et alimentant 40 000 logements.

### Consommation de chaleur
En 2022, la consommation de chaleur atteignait 166,6 PJ, dont 47,1 % dans l'industrie, 31,4 % dans le secteur résidentiel, 21,0 % dans le tertiaire et 0,5 % dans l'agriculture. Elle représentait 2,8 % de la consommation finale d'énergie du pays en 2022.

## Impact environnemental

### Émissions de gaz à effet de serre: approche territoire
Les émissions de gaz à effet de serre en France ont été réduites de 25 % entre 1990 et 2022, où elles s'élèvent à 40 MtCO2eq (millions de tonnes équivalent CO2). Pour atteindre l'objectif de réduction de 55 % en 2030, il faudrait réaliser une baisse de 5 % environ par an. Le plan mis au point par le secrétariat général à la Planification écologique (SGPE) aboutit seulement à −52 %, en raison de l'insuffisance des puits de carbone liée au mauvais état des forêts, ou de la biomasse disponible, et ce plan se heurte à des difficultés, par exemple pour rétablir la taxation du gazole non routier.
En 2023, les émissions de gaz à effet de serre (GHG) liées à l'énergie en France s'élevaient à 271 Mt CO2eq, soit 11,5 % des émissions de l'Union européenne, derrière l'Allemagne (545 Mt, soit 23,0 %) l'Italie (292 Mt) et la Pologne (282 Mt). En 2022, elles étaient de 291 Mt, soit 0,76 % des émissions mondiales, au 20e rang mondial, loin derrière la Chine (29,7 %), les États-Unis (13,3 %), l'Inde (7,2 %), la Russie (5,5 %), le Japon (2,4 %) et l'Allemagne (1,4 %) ; l'Union européenne totalisait 6,8 %.
|                                                       | 1971  | 1990  | 2023  | var. 2023/1971 | var. 2023/1990 | var.UE27 2023/1990 | part en 2023 |
| Émissions GHG liées à l'énergie                       | 433   | 354   | 271   | −37 %          | −23,4 %        | −34,5 %            |              |
| Émissions GHG par combustion de combustibles fossiles | 432,0 | 352,8 | 269,6 | −37,6 %        | -23,6 %        | -34,1 %            | 100 %        |
| dont charbon                                          | 143,0 | 76,6  | 25,2  | −82 %          | −56,5 %        | −67,1 %            | 9,3 %        |
| dont pétrole                                          | 268,2 | 217,1 | 165,2 | −38,4 %        | −23,9 %        | −22,1 %            | 61,3 %       |
| dont gaz naturel                                      | 17,8  | 53,5  | 67,5  | +279 %         | +26,2 %        | +15,2 %            | 25,0 %       |
| Source : Agence internationale de l'énergie           |       |       |       |                |                |                    |              |

L'Agence européenne pour l'environnement fournit les statistiques d'émissions de gaz à effet de serre dues à l'utilisation d'énergie en France, passées de 381,3 Mt éq. CO2 (millions de tonnes d'équivalent CO2) en 1990 à 312,0 Mt en 2018, dont 305,5 Mt de CO2 (contre 365,3 Mt en 1990), 2,6 Mt éq. CO2 de méthane (contre 12,7 Mt en 1990) et 3,8 Mt éq. CO2 de N2O (3,3 Mt en 1990) ; en 28 ans, ces émissions ont baissé de 18,2 %. La part de l'utilisation d'énergie dans les émissions totales de la France est de 70,1 %. Les autres émissions proviennent de l'agriculture (74,8 Mt éq. CO2), des procédés industriels (40,7 Mt éq CO2) et des déchets (17,4 Mt éq CO2) ; elles sont en partie compensées par celles liées à l'utilisation des terres, leurs changements d'affectation et à la forêt (UTCATF) : −25,7 Mt éq. CO2.
Au niveau de l'Union européenne, selon l'AEE, le recul de ces émissions entre 1990 et 2018 a été de 22,2 %.
Le ministère de la Transition écologique fournit d'autres détails :
- répartition des émissions de GES dues à l'utilisation d'énergie en France en 2018[a 3] et dans l'Union européenne[a 4] :
  - transports : 42,3 % (UE : 28,5 %),
  - résidentiel-tertiaire : 22,8 % (UE : 15,9 %),
  - industrie de l'énergie : 14,7 % (UE : 37,4 %), écart expliqué par l'importance de la production d'électricité nucléaire en France,
  - industrie manufacturière et construction : 16,3 % (UE : 15,5 %),
  - autre combustion d'énergie (agriculture, etc.) : 3,5 % (UE : 2,8 %) ;
- répartition des émissions de GES des transports intérieurs en 2018 en France : 94,4 % proviennent du transport routier, dont 53,0 % des véhicules particuliers, 19,1 % des véhicules utilitaires, 21 % des poids lourds et 1,3 % des deux-roues ; les autres modes de transport se répartissent 5,6 % : transport aérien (vols intérieurs) 4,0 %, transport maritime et fluvial 1,0 %, transport ferroviaire 0,3 %, autres 0,3 %[a 5] ;
- émissions de GES dans l'industrie manufacturière et la construction en France : −48 % en 28 ans (1990-2018) ; cette baisse est de 40 % dans l'Union européenne ; l'essentiel de la baisse provient de la chimie : −66 %, notamment grâce à une réduction de 96 % des émissions de N2O ; trois secteurs totalisent 75 % des émissions de l'industrie en 2018 : la métallurgie, la chimie et la fabrication de minéraux non métalliques (ciment, chaux, verre, etc.)[a 6] ;
- émissions de GES dues à l'énergie des secteurs résidentiel et tertiaire en France[a 7] :
  - résidentiel : −28 % de 1990 à 2018, avec des fluctuations en dents de scie, du fait des variations de température qui influencent fortement les consommations de chauffage ; en 2018, les émissions sont dues au chauffage pour 82 %, à l'eau chaude sanitaire pour 12 % et à la cuisson pour 7 % ; le gaz naturel y contribue pour 64 %, le fioul pour 28 %, le butane et le propane pour 5 % et le charbon pour 2 %,
  - tertiaire : −6 % de 1990 à 2018, avec les mêmes fluctuations.

L'Agence européenne pour l'environnement estime les émissions de gaz à effet de serre pour produire 1 kWh d'électricité en 2019 :
- moyenne UE-28 : 275 g CO2/kWh (544 g/kWh en 1990) ;
- pays où la filière charbon reste dominante : 338 g CO2/kWh en Allemagne (664 g/kWh en 1990) et 719 g CO2/kWh en Pologne (1 482 g/kWh en 1990) ;
- pays très largement décarbonés : 52 g CO2/kWh en France (210 g en 1990) et 8 g en Suède (11 g en 1990).

### Émissions de gaz à effet de serre: approche empreinte
Une approche très différente (au niveau de la consommation finale et non au niveau de la production d'énergie) dénommée approche empreinte ou ECO2Climat comptabilise l'ensemble des émissions de gaz à effet de serre générées par la consommation de produits et services des Français (y compris les services publics), par la construction et la consommation d'énergie de leur habitat, ainsi que par leurs déplacements, que ces émissions aient lieu sur le territoire français ou non. Cette méthode permet d'éliminer l'effet des échanges internationaux et des délocalisations, qui font baisser les émissions en France en les déplaçant à l'étranger. Avec cette approche, les émissions de GES par personne pour la consommation finale se sont élevées en 2012 à 10,1 tonnes équivalent CO2 par personne, en moyenne.
En 2019, l'empreinte carbone de la France est estimée à 663 Mt CO2éq, soit 9,9 t CO2éq par habitant. Elle a augmenté de 7 % par rapport à 1995, les émissions intérieures ayant diminué de 25 %, tandis que les émissions associées aux importations se sont accrues de 72 %. Les gaz à effet de serre émis sur le territoire français, nets des importations, sont évalués à 305 Mt éq CO2, et les émissions associées aux importations de biens et services consommés en France à 357 Mt éq CO2, soit 54 % du total de l'empreinte carbone. Après une progression de 10,4 tCO2éq/hab en 1995 à 11,8 tCO2éq/hab en 2005, le niveau de l’empreinte par habitant amorce une décroissance sur la dernière décennie ; en 2019, il est inférieur de 5 % au niveau de 1995.
De 2008 à 2012, l'empreinte carbone des Français a augmenté de 1,3 % à 662 Mt éq CO2 ; la population française ayant augmenté de 2 % dans le même temps, les émissions par personne ont légèrement diminué, de 10,23 t éq CO2 à 10,15 t éq CO2 (−0,7 %). Plus en détail, la consommation moyenne d'énergie par mètre carré des logements a baissé de 5 %, principalement grâce aux travaux de rénovation énergétique (la consommation de fioul a particulièrement décliné sur la période : −18 %) ; mais cette avancée a été compensée par l'augmentation de 40 % des émissions liées à la fabrication des produits électroniques (tablettes, smartphones, TV, etc.) achetés par les Français (exemple : la fabrication d'une télévision à écran plat 32 pouces engendre les émissions de 1,2 t éq CO2, soit 12 % du bilan carbone annuel d'un Français) ; les voyages en avion (en passager.km) ont augmenté de 18 % ; l'amélioration de l'efficacité énergétique des avions a permis de limiter la hausse des émissions à +7 % ; les émissions liées aux déplacements en voiture ont baissé de 1 %, la consommation unitaire moyenne des véhicules ayant diminué de 4 %, grâce au renouvellement progressif du parc par des véhicules plus performants, mais le parc automobile a continué d'augmenter.
Un calcul similaire, effectué par le ministère de l'Écologie sur une période plus longue, conclut qu'en 2010, l’empreinte carbone par personne est identique à celle de 1990, alors que le niveau moyen par personne des émissions sur le territoire a diminué de 19 %. L’empreinte carbone d’un Français, qui tient compte des échanges extérieurs, s’élève en 2010 à environ 11,6 tCO2éq (dont 8,5 tonnes pour le CO2), soit 51 % de plus que la quantité émise sur le territoire national : 7,7 t éq CO2. Au cours de cette période, les émissions associées aux importations se sont accrues de 62 % pour atteindre la moitié de l’empreinte carbone de la consommation de la France en 2010.
Sur la base d’une estimation provisoire, l’empreinte carbone est estimée à 10,7 tonnes équivalent CO2 en 2016, en baisse de 5,5 % par rapport à 2010. L’empreinte carbone moyenne des Français a augmenté de 1,2 % sur la période 1990-2016. Au cours de la même période, le niveau moyen des émissions par habitant sur le territoire a diminué de 16,4 %.
Un calcul détaillé, présenté dans le journal Les Échos, évalue l'empreinte carbone moyenne des Français en 2015 à 11,6 tCO2e (tonnes équivalent-carbone), dont 2,92 tCO2e (24,1 %) dans les transports (en particulier l'automobile : 16,3 %), 2,7 tCO2e (22,4 %) dans le logement (en particulier le chauffage : gaz 5,4 %, fioul 4,1 %), 2,35 tCO2e (19,5 %) dans l'alimentation (en particulier viande et poisson : 9,5 %), 2,63 tCO2e (21,7 %) dans les biens de consommation (en particulier informatique et électronique : 8,5 %) et 1,5 tCO2e (12,3 %) dans les services.

### Émissions deCO2- approche territoire
Avec des méthodes d'estimation légèrement différentes de celles de l'Agence européenne pour l'environnement (facteurs d'émissions, périmètre), l'Agence internationale de l'énergie (AIE) arrive à des chiffres un peu plus faibles pour les émissions de CO2 dues à la combustion d'énergie.
Les émissions de CO2 de la France liées à l'énergie atteignaient 3,83 t par habitant en 2023, inférieures de 24,2 % à la moyenne de l'Union européenne : 5,05 t. En 2022, elles étaient de 4,13 tonnes, inférieures de 3,7 % à la moyenne mondiale : 4,29 t/hab. Comparée aux autres puissances économiques majeures, la France rejette beaucoup moins de CO2 par habitant que les États-Unis : 13,53 t/hab, l'Allemagne : 6,32 t/hab et la Chine : 7,50 t/hab.
|                                             | 1971 | 1990 | 2023 | Var. 2023/1971 | Var. 2023/1990 | Var. UE27 2023/1990 |
| Émissions/habitant (t CO2)                  | 8,07 | 5,93 | 3,83 | −52,5 %        | −35,4 %        | −39,0 %             |
| Source : Agence internationale de l'énergie |      |      |      |                |                |                     |

| | Émissions 2022 | part du secteur | Émissions/habitant | Émiss./hab. UE-27 |
| Secteur | Mt CO2         | %               | t CO2/hab          | t CO2/hab         |
| Secteur énergie hors élec. | 18,8           | 6,6 %           | 0,27               | 0,37              |
| Industrie et construction | 52,0           | 18,4 %          | 0,76               | 1,42              |
| Transport | 124,1          | 43,9 %          | 1,81               | 1,78              |
| dont transport routier | 116,8          | 41,3 %          | 1,69               | 1,64              |
| Résidentiel | 46,1           | 16,3 %          | 0,67               | 1,21              |
| Tertiaire | 28,6           | 10,1 %          | 0,42               | 0,74              |
| Total | 283,0          | 100 %           | 4,13               | 5,61              |
| Source : Agence internationale de l'énergie * Après ré-allocation des émissions de la production d'électricité et de chaleur aux secteurs de consommation. |                |                 |                    |                   |

Les émissions de CO2 dues à la production d'électricité et de chaleur en France sont de 36,9 Mt en 2022, soit 4,6 % des émissions de l'Union européenne : 807,5 Mt, dont Allemagne : 238,1 Mt (29,5 %).

### Dépenses pour la lutte contre le changement climatique
Selon une étude publiée le 12 novembre 2015 par l'I4CE - Institute for Climate Economics, organisme de recherche en économie du climat fondé par la Caisse des dépôts et l'Agence française de développement, les agents économiques français ont dépensé en 2013 environ 36 milliards d'euros pour le climat, montant équivalent à deux tiers de la facture énergétique du pays. Près de la moitié des « investissements climat » sont allés à des dépenses d'efficacité énergétique, soit 17,6 milliards €, dont l'essentiel (15,8 milliards) a été capté par le bâtiment, destination première de tous ces financements (18,1 milliards) liés au réchauffement, dont 50 % financés par les ménages ; 12 milliards € sont allés aux transport, en particulier au développement des transports collectifs (TGV, bus). Plus de la moitié (18,7 milliards €) de ces investissements résultait d'une décision publique, que ce soit pour financer, cofinancer ou seulement subventionner une opération, mais la part des incitations publiques (taxe carbone, aides et subventions) est modeste : 3,9 milliards €.
A contrario, en 2021, en France sont appliquées des exonérations, réductions d'accises, réductions de taxe sur la valeur ajoutée dans différents secteurs économiques  concernant les carburants d'origine fossile, qui mettent à jour les contradictions des politiques environnementales : agriculture 1,3 milliard d'euros, transport routier 1,27 milliard d'euros, BTP 1,9 milliard d'euros, transport aérien 1,9 milliard d'euros,  circulation automobile 2,85 milliards d'euros par la sous-taxation du gazole par rapport à l'essence. Au total, ces mesures représentent 13 milliards d'euros.

## Politique énergétique

### Transition énergétique
Le gouvernement a introduit, en 2012, un planning pour la transition énergétique de la France, incluant un projet de loi de programmation (loi annoncée pour 2014).
Cette transition énergétique est développée selon les axes suivants :
1. Comment aller vers l'efficacité énergétique et la sobriété énergétique ? (par exemple, en changeant les modes de vie, de production, de consommation, de transport[136]) ;
2. Quelle trajectoire pour atteindre le mix énergétique en 2025 ? ; question prospective sur les scénarios (2030 et 2050) possibles pour respecter les engagements climatiques du pays (diminuer les émissions de gaz à effet de serre de 40 % en 2030 puis de 60 % en 2040, et encourager les autres pays européens à faire de même)[136].
3. Quels choix en matière d'énergies renouvelables ? et quels soutiens aux principales alternatives que sont l'éolien et le solaire (l'intégration du solaire au bâti, devrait être encouragé par une aide de 10 % supplémentaire, selon l'origine des composants photovoltaïques[136]) ;
4. Quels coûts et financement pour les alternatives, le conseil, l'aide aux investissements pour l'éolien et le solaire, la recherche, la rénovation et l'extension des réseaux de chaleur, de biomasse et de géothermie (malgré un « fonds Chaleur » prévu en légère baisse en 2013 qui doit évoluer de 235 M€ en 2012 à 220 M€ en 2013). Une solution pourrait être une évolution de la contribution au service public de l'électricité (CSPE), une taxe prélevée sur la facture électrique[136].

Le projet de loi sur la transition énergétique est adopté par l'Assemblée nationale puis présenté au Sénat en octobre 2014 ; parmi les mesures marquantes, on peut noter :
- un allègement fiscal de 30 % pour les travaux de rénovation énergétique ;
- une simplification des critères d'éligibilité au crédit d'impôt développement durable : suppression de l'obligation de réaliser un « bouquet » de travaux, qui pourront donc être réalisés un par un ;
- un chèque énergie pour les ménages modestes, qui devrait à terme remplacer les tarifs sociaux existants sur le gaz et l'électricité, en étendant l'aide à tous les modes de chauffage ;
- la promotion du système de tiers-investisseur : les régions pourront prendre en charge les travaux de rénovation d'un logement et se rembourser sur les économies d'énergies réalisées ;
- l'installation de sept millions de points de recharge pour véhicule électrique d'ici à 2030 ;
- la majoration du bonus pour l'achat d'un véhicule électrique jusqu'à 10 000 € s'il s'accompagne de la mise au rebut d'un véhicule diesel ;
- une dotation spécifique de 5 milliards € pour les projets de transports durables des collectivités, issus des prêts « croissance verte » à 2 % que va mettre en place la Caisse des dépôts ;
- la réduction de 75 % à 50 %, à l'horizon 2025, de la part du nucléaire dans la production d'électricité sera inscrite dans la loi, mais pas la durée de vie des centrales (40 ans) ni la fermeture de Fessenheim ; la programmation pluriannuelle des investissements précisera tous les cinq ans la trajectoire de cette évolution ;
- la montée en charge des énergies renouvelables : 40 % de la production d'électricité d'ici à 2030 (18,6 % en 2013) ; les prêts « croissance verte » encourageront les collectivités locales à développer les énergies renouvelables ;
- afin d'accélérer le développement de la production et la distribution de chaleur issue de sources renouvelables (bois, biomasse, déchets, recyclage d'énergie…), le Fonds Chaleur géré par l'ADEME sera doublé en trois ans ;
- pour développer la production de biogaz à partir de déchets agricoles et le substituer progressivement au gaz fossile, 1 500 projets de méthaniseurs seront lancés dans les territoires ruraux ;
- une série de simplifications de procédures administratives (études préalables, coûts des démarches…) pour l'installation d'éoliennes ou de panneaux solaires ;
- le développement d'une économie circulaire, ayant l'objectif de réduire de 7 % la quantité de déchets ménagers d'ici 2020 et de 50 % les déchets mis en décharge à l'horizon 2025.

La loi relative à la transition énergétique pour la croissance verte (loi no 2015-992 du 17 août 2015) est adoptée par le législateur le 22 juillet 2015 puis validée le 13 août 2015 par le Conseil constitutionnel, et publiée au Journal officiel le 18 août 2015.
En octobre 2020, lors des discussions autour du projet de loi de finances 2021, le ministère de l'Économie annonce l'inscription dans la loi d'un « plan climat », qui prévoit une sortie progressive du financement public des garanties à l'exportation pour les projets relatifs aux énergies fossiles. L'arrêt du soutien aux nouveaux projets de pétrole de schiste interviendrait dès 2021, celui aux gisements pétroliers en 2025, et celui aux projets gaziers en 2035. En 2019, un premier pas avait été fait avec la fin prévue des garanties à l'exportation pour les projets dans le charbon et la fracturation hydraulique. Les assurances-export accordées pour les projets pétroliers et gaziers correspondent à des encours de 2,7 milliards d'euros.
En août 2024, le secrétariat général à la Planification écologique (SGPE) publie un nouveau document sur le « bouclage biomasse », enjeu crucial pour la planification écologique, vu les conflits d'intérêts entre les nombreux secteurs qui comptent se décarboner grâce aux matières organiques. Le document propose notamment un « ordre de priorité des usages » de la biomasse. La production d'énergie (biocarburants, biogaz, bois) et de matériaux biosourcés mobilise 45 Mt (millions de tonnes) de biomasse par an (en équivalent matière sèche), dont près d'un quart importé. Les besoins devraient augmenter de 44 millions de tonnes d'ici à 2030, alors que l'offre n'augmenterait que de 7,5 Mt. Le déficit atteindrait donc au moins 36 Mt en 2030. Le SGPE propose donc l'ordre de priorité suivant : l'alimentation, les procédés de décarbonation lourds de certaines industries, la chaleur renouvelable quand les autres technologies (géothermie, pompes à chaleur, nucléaire) ne sont pas disponibles, le stockage de carbone, et dans une certaine mesure les biocarburants pour transport lourd (camions, transport aérien).

### Stratégie nationale bas carbone
La ministre de l'Énergie Ségolène Royal, a publié le 13 novembre 2015 la « stratégie nationale bas carbone » comportant des mesures d'application de la loi de transition énergétique, en particulier un projet de PPE (Programmation pluriannuelle de l'énergie) à horizon 2018 et 2023 prévoyant d'accélérer le développement des renouvelables (+60 % d'ici 2018). En particulier, la puissance installée du solaire photovoltaïque et de l'éolien devra passer de 14,7 GW fin 2014 à 24 GW en 2018, et de 39 à 42 GW en 2023. Les procédures seront simplifiées. Un calendrier prévoit plusieurs appels d'offres par an dans le solaire, pour 800 MW en 2016, et 1 450 MW sur chacune des deux années suivantes. Des appels d'offres seront organisés pour augmenter de 1 à 2 TWh la production de la petite hydroélectricité et accroître de 6 TWh les injections de biométhane dans les réseaux. La puissance installée de l'éolien en mer sera de 3 000 MW en 2023, plus 500 à 3 000 MW de nouveaux projets.

### Rapport de la Cour des comptes sur le soutien aux énergies renouvelables
Dans un rapport de mars 2018 sur les politiques publiques de soutien au développement des énergies renouvelables, la Cour des comptes note que la stratégie formulée par la loi relative à la transition énergétique pour la croissance verte (LTECV) repose sur un double objectif :
1. limiter les émissions de gaz à effet de serre d'une part,
2. réduire à 50 % en 2025 la part de l'énergie nucléaire dans le mix électrique d'autre part.

Elle met également en avant le fait que les calendriers des deux objectifs n'étaient pas compatibles, ce qu'a confirmé le ministre chargé de l’énergie. Par ailleurs, la Cour des comptes note que, « faute d’avoir établi une stratégie claire et des dispositifs de soutien stables et cohérents, le tissu industriel français a peu profité du développement des EnR » :
- la balance commerciale des équipements EnR est largement déficitaire du fait des importations d'équipements éoliens et solaires, alors que le solaire thermique et l'hydroélectricité sont les seules filières à présenter un solde constamment positif ;
- les filières EnR les plus pourvoyeuses d’emplois sont le bois énergie, les pompes à chaleur, l’éolien terrestre et l’hydroélectricité ;
- le soutien aux EnR s'est concentré sur les EnR électriques : 4,4 milliards d'euros en 2016 contre seulement 567 millions d'euros pour les EnR thermiques, alors que les usages thermiques sont très largement supérieurs aux usages électriques et constituent l'essentiel du potentiel de réduction des émissions de gaz à effet de serre ;
- les engagements pris jusqu'à fin 2017 vont représenter 121 milliards d'euros entre 2018 et 2046 ;
- le photovoltaïque et l'éolien en mer ont été particulièrement coûteux ;
- selon l’ADEME, lors de l’appel à projets biomasse du fonds chaleur en 2016, le ratio moyen de soutien était de 30 €/tep, alors que le soutien aux centrales solaires photovoltaïques au sol (les plus compétitives) représente aujourd’hui environ 140 €/tep.

La Cour considère que « compte tenu de son profil énergétique peu carboné, si la France avait voulu faire de sa politique en faveur des EnR un levier de lutte contre le réchauffement climatique, elle aurait dû donner la priorité aux EnR thermiques qui se substituent principalement à des énergies fossiles émettrices de CO2. De ce fait, la place consacrée aux énergies renouvelables électriques dans la stratégie française répond à un autre objectif de politique énergétique, consistant à substituer les énergies renouvelables à l’énergie de source nucléaire ».
La Cour plaide pour une politique étayée par une connaissance claire des coûts constatés de production, sans oublier les coûts induits par les réseaux électriques et le stockage.

### Fiscalité
Une taxe spécifique, la taxe intérieure de consommation sur les produits énergétiques (TICPE), s'applique à tous les usages en tant que carburant ou combustible de chauffage.
Depuis le 1er avril 2014, une taxe carbone existe sous forme d'une « composante carbone » proportionnelle aux émissions de CO2 dans les taxes sur les énergies fossiles. En juillet 2015, le Sénat a voté par amendement au projet de loi sur la transition énergétique une trajectoire d'évolution de la contribution climat-énergie de 22 € la tonne de CO2 en 2016 à 56 € en 2020, puis 100 € en 2030. L'Assemblée Nationale a voté la loi ainsi que cet amendement le lendemain, avec l'appui de la ministre de l'environnement ; les hausses annuelles de la taxe carbone devront cependant être votées chaque année dans le cadre de la loi de finances.
En 2015 (14 octobre), le gouvernement annonce vouloir « poser le principe d'un rapprochement en cinq ans entre le prix du gazole et celui de l'essence ». L'écart de taxation TTC s'élève à près de 20 centimes ; en 2016, le gazole voit sa taxation alourdie d'un centime par litre, puis à nouveau d'un centime en 2017, alors que celle de l'essence est réduite symétriquement, de la même somme. Le gouvernement suivant décide d'accélérer ce rattrapage à partir de janvier 2018, afin d'atteindre la parité en 2021. La différence hors TVA doit alors se réduire d'environ 3 centimes d'euro par an.

### Soutien au développement des énergies renouvelables
Le gouvernement français définit et met à jour un plan climat. Il oblige, notamment, les opérateurs, dont Électricité de France, à acheter l'électricité renouvelable produite par des particuliers ou des entreprises, à des prix plus élevés que ceux du marché (contrat de 15 à 20 ans). Une prime supplémentaire peut prendre en compte la contribution de la production des filières à « la réalisation d'objectifs tels que la qualité de l'air, lutte contre l'effet de serre, maîtrise des choix techniques d'avenir ». Finalement, le coût de ces énergies est reporté sur les consommateurs d'électricité, dont la facture intègre la contribution au service public de l'électricité (CSPE), prélèvement fiscal dédommageant les opérateurs des surcoûts engendrés par leurs obligations de service public. Cette CSPE est au 2e semestre 2012 de 10,5 €/MWh, mais devrait fortement augmenter puisque la CRE (Commission de régulation de l'énergie) a calculé que son montant devrait être de 13,7 €/MWh pour 2012, dont 59 % au titre du surcoût des EnR.
Des crédits d'impôts (au taux majoré de 50 % au 1er janvier 2006, valable en 2007) sont mis en place pour encourager les équipements des ménages fonctionnant avec une source d'énergie renouvelable (ex : alimentation solaire photovoltaïque).
Un système de traçabilité de l'électricité (« garanties d'origine ») a été mis en place pour permettre aux particuliers de choisir, contre un surcoût, l'origine de leur électricité.
Pour atteindre ses objectifs nationaux et remplir sa part des engagements européens, la France lance à partir de 2003-2004 des appels d'offres encourageant la production d'énergie à partir de la biomasse (chaleur, biogaz…) et de l'éolien (dont en mer).
En 2005, ont été retenus 14 projets biomasse (216 MW prévus) et un projet biogaz (16 MW prévus).
Ces projets valorisaient des sous-produits agricoles, sylvicoles ou industriels (ex : marc de raisin, bois en plaquettes pour chaudière-bois, boues d'épuration de papeterie), avec au total 81,5 MW installés début 2007, ce qui reste très modeste par rapport à ce qui se fait en Europe du Nord.
Fin 2006, un nouvel appel d'offres « biomasse » européen est lancé comprenant une tranche de 220 MW destinée à des installations d'une puissance supérieure à 9 MW et une tranche de 80 MW pour des installations de 5 à 9 MW. Les projets déposés mi-2007 sont examinés par la Commission de régulation de l'énergie (CRE).
En mars 2007, près de Lille le Centre de valorisation organique de Sequedin assure le traitement des déchets en extrayant du biogaz qui sert de carburant à une centaine de bus des transports urbains de la métropole lilloise. Il permet d'économiser l'équivalent de 4,48 millions de litres de gazole par an.
À titre d'exemple, les appels d'offres organisés par la CRE au 1er semestre 2012 concernaient :
- un cycle combiné gaz de 450 MW en Bretagne : trois dossiers reçus ;
- la 1re tranche du programme éolien en mer (3 000 MW) ;
- solaire photovoltaïque (100 à 250 kWc) : 120 MW au 1er trimestre plus 30 MW en avril ;
- solaire photovoltaïque (> 250 kWc) : 450 MW.

Le 3 mai 2013, un rapport sur le futur des énergies marines renouvelables atteste du bon positionnement de l'industrie française dans ce domaine ; il propose des mesures pour faciliter leur développement et un calendrier d'appel d'offres : en 2013 pour des fermes pilotes hydroliennes, en 2014-2015 pour des fermes pilotes à l'éolien flottant et en 2015-2016 pour des fermes pilotes au houlomoteur.

### Loi POPE (2005)
La loi no 2005-781 du 13 juillet 2005 fixant les orientations de la politique énergétique, dite loi POPE, a posé deux objectifs :
- maîtriser les consommations énergétiques et encourager les économies d'énergie ;
- développer une offre diversifiée s'appuyant en priorité sur les filières de production d'énergie sans émission de gaz à effet de serre, tout en limitant la dépendance vis-à-vis des approvisionnements en combustible fossile.

Les sous-objectifs sont :
- atteindre une baisse de l'intensité énergétique finale de 2 % par an d'ici à 2015 (rapport entre la consommation d'énergie et la croissance économique) et de 2,5 % sur la période 2015 à 2030 ;
- produire 10 % des besoins énergétiques français à partir d'énergies renouvelables avant fin 2010 (avec objectifs chiffrés pour chaque vecteur énergétique en 2010) ;
- production intérieure d'électricité d'origine renouvelable à hauteur de 21 % de la consommation en 2010 ;
- augmenter de 50 % la production de chaleur renouvelable (soit environ +5 Mtep) ;
- augmenter la part des biocarburants et autres carburants renouvelables dans les carburants utilisés pour le transport : 5,75 % au 31 décembre 2008, 7 % au 31 décembre 2010 et 10 % au 31 décembre 2015 ;
- développer la recherche sur l'efficacité énergétique, les agrocarburants ou carburants synthétiques de deuxième génération issus de la biomasse, le captage et le stockage géologique du CO2, le photovoltaïque, l'hydrogène et les piles à combustible, le stockage de l'énergie et le développement conjoint de la chimie du végétal et de bioénergies au sein de bioraffineries.

En 2007, dans le cadre du Grenelle de l'environnement, des objectifs ont été définis, notamment en faveur des énergies renouvelables.

### Programmation pluriannuelle des investissements (PPI)
Les objectifs de la loi POPE ont été précisés en 2006 dans le cadre de la programmation pluriannuelle des investissements d'électricité (PPI), mise à jour et étendue à la production de chaleur en 2009, définie par deux arrêtés concernant l'électricité et la chaleur.
Lorsque les capacités de production ne répondent pas aux objectifs de la PPI, l'autorité administrative peut recourir à la procédure d'appel d'offres, ce qu'elle a fait à plusieurs reprises.
La PPI de 2009 a ainsi fixé les objectifs suivants pour le développement de la production électrique à partir d'énergies renouvelables :
| Source d'énergie | Objectif au 31 décembre 2012 | Objectif au 31 décembre 2020 |
| --- | --- | --- |
| Puissance photovoltaïque installée | 1 100 MW | 5 400 MW |
| Puissance supplémentaire à mettre en service pour la biomasse par rapport à 2009                                                                                    | 520 MW | 2 300 MW |
| Puissance totale installée pour les énergies éolienne et marines | 11 500 MW (dont 10 500 à partir de l'énergie éolienne à terre et 1 000 MW à partir de l'énergie éolienne en mer et des autres énergies marines) | 25 000 MW (dont 19 000 à partir de l'énergie éolienne à terre et 6 000 MW à partir de l'énergie éolienne en mer et des autres énergies marines) |
| Accroissement de la production hydroélectrique annuelle en France métropolitaine de 3 TWh et augmentation de la puissance installée de 3 000 MW au 31 décembre 2020 | | |

La PPI a également prévu la mise en service de deux réacteurs nucléaires de troisième génération d'ici à 2017, tandis que le parc de production d'électricité à partir d'énergies fossiles serait modernisé afin d'en réduire les impacts environnementaux, mais la construction et livraison de ces réacteurs a pris beaucoup de retard.
Pour la chaleur, les objectifs de développement de la production à partir d'énergies renouvelables fixés par la PPI sont les suivants, en termes de production globale :
| Source                                                                            | Objectif au 31 décembre 2012                | Objectif au 31 décembre 2020              |
| --------------------------------------------------------------------------------- | ------------------------------------------- | ----------------------------------------- |
| Bois individuel                                                                   | 7 400 ktep (pour 7,3 millions de logements) | 7 400 ktep (pour 9 millions de logements) |
| Biomasse dans les secteurs de l'habitat collectif, du tertiaire et de l'industrie | 2 500 ktep                                  | 5 200 ktep                                |
| Chaleur produite par cogénération à partir de biomasse                            | 540 ktep                                    | 2 400 ktep                                |
| Géothermie profonde                                                               | 195 ktep                                    | 500 ktep                                  |
| Géothermie intermédiaire                                                          | 100 ktep                                    | 250 ktep                                  |
| Pompes à chaleur individuelles                                                    | 1 200 ktep                                  | 1 600 ktep                                |
| Solaire thermique individuel                                                      | 150 ktep                                    | 817 ktep                                  |
| Solaire thermique collectif                                                       | 35 ktep                                     | 110 ktep                                  |
| Part renouvelable issue des déchets                                               | 470 ktep                                    | 900 ktep                                  |
| Biogaz                                                                            | 60 ktep                                     | 555 ktep                                  |

La loi relative à la transition énergétique pour la croissance verte remplace en 2016 les trois documents de programmation préexistants sur les investissements de production d’électricité, de chaleur et ceux du secteur gazier par les programmations pluriannuelles de l’énergie (PPE), qui concernent la métropole continentale et les zones dites non interconnectées (ZNI). La PPE de métropole continentale est élaborée par le Gouvernement tandis que les PPE des ZNI sont co-élaborées avec les autorités locales. La PPE est encadrée par les dispositions des articles L.141-1 à L.141-6 du code de l’énergie, modifiés par la loi du 17 août 2015 relative à la transition énergétique pour la croissance verte.

### Politique énergétique européenne
Pour un article plus général, voir Politique énergétique de l'Union européenne.
La France est partie prenante de la politique énergétique de l'Union européenne, dans le cadre de laquelle elle s'est engagée à respecter des objectifs :
- l'objectif européen des « 3 × 20 en 2020 » ;
- le principe du « Facteur 4 » (division par quatre de ses émissions d'ici à 2050, pour stabiliser les émissions de gaz à effet de serre au niveau de 1990) ;
- l'augmentation de la production d'énergie renouvelable pour atteindre ou dépasser 20 % d'énergies renouvelables dans la consommation finale d'énergie en 2020.

La France contribue aux décisions dans le cadre européen, notamment avec la Commission européenne. Ces décisions aboutissent à des recommandations ou des obligations.

### Lois sur l'accélération des énergies renouvelables et du nucléaire (2022)
En octobre 2022, le gouvernement présente deux projets de loi consacrés à l'accélération des procédures préalables au lancement de projets d'énergies renouvelables et de centrales nucléaires. Il explique s'être lancé dans une course contre la montre pour donner des perspectives de sortie de la crise énergétique commencée l'année précédente ainsi que pour tenir les délais imposés par sa feuille de route de sortie des énergies fossiles. Des mesures réglementaires ont également été adoptées : les développeurs dont les projets sont prêts à être construits peuvent vendre leur électricité à titre exceptionnel sur les marchés de gros pendant dix-huit mois avant d'activer les contrats d'achat à prix plafonnés avec l'État ; des directives ont été envoyées aux préfets pour accélérer les délais d'examen des projets.

## Prospective et recherche

### Prospective
Dans le domaine de l'électricité, le Parlement a confié à RTE, en tant que responsable de l'équilibre offre-demande et du développement des réseaux de transport d'électricité, la mission d'élaborer et de publier annuellement un bilan prévisionnel pluriannuel de cet équilibre en France (loi du 10 février 2000). Ce bilan comprend un scénario de référence et trois autres scénarios : bas, haut et MDE (maîtrise de la demande en énergie).
Dans le Bilan prévisionnel 2011, le scénario bas montre une consommation à peu près constante jusqu'à 2030 ; selon le scénario de référence, qui prolonge les tendances constatées les dernières années, la consommation croît de 0,6 % par an, de 511 TWh en 2010 jusqu'à 523 TWh en 2020 et 554 TWh en 2030.
Le rapport Énergies 2050, commandé par le ministre chargé de l'Énergie afin de mener une analyse des différents scénarios de politique énergétique pour la France à l'horizon 2050, est publié en 2012. Son but est d'éclairer la programmation pluriannuelle des investissements (PPI) que le ministre doit présenter devant le Parlement en 2013, afin d'identifier les investissements souhaitables dans le secteur de l'énergie au regard de la sécurité d'approvisionnement. Ses conclusions soulignent : « le point commun entre tous les scénarios que nous avons examinés est le rôle primordial de la sobriété (réduire la consommation de services énergétiques) et de l'efficacité (réduire la consommation d'énergie pour un même service rendu) […] sans sous-estimer la contrainte liée à l'épuisement des ressources énergétiques fossiles, c'est la contrainte environnementale qui prend aujourd'hui le pas. […] Pour ce qui concerne l'énergie nucléaire, prolonger la durée de vie des centrales existantes aussi longtemps que l'autorité de sûreté nucléaire le permettra, prévoir un petit nombre d'EPR pour lisser la production au moment de la fermeture des centrales les plus anciennes, et préparer l'avenir en poursuivant, au côté du développement des énergies renouvelables, le développement de la génération 4, tout en laissant ouverte la question de la part du nucléaire.[…] Le développement de l'énergie éolienne, mais aussi du photovoltaïque au-delà de 2020, pose un problème d'intermittence qu'il ne faut pas sous-estimer dès que la part de ces énergies dans la production nationale d'électricité devient significative. Une grande attention doit être apportée à toutes les perspectives de stockage massif de l'énergie et de gestion de la demande, sans passer leurs coûts sous silence ; des centrales à gaz (dont le financement sera problématique) devront assurer la permanence de la production ; le « foisonnement », même à l'échelle de l'Europe, ne permet pas d'exclure une situation d'absence de vent pendant plusieurs jours consécutifs. En tout état de cause l'investissement sur les réseaux de transport et de distribution doit être amplifié et les procédures d'acceptation des lignes aériennes par le public simplifiées. »
Ce rapport passe en revue les scénarios prospectifs élaborés par huit organismes et associations : RTE, l'Union française de l'électricité (UFE, association professionnelle des entreprises électriques), Areva, le CEA, ENERDATA (bureau d'études économiques), Global Chance (association de scientifiques et d'experts pour la sortie du nucléaire), Institut Négawatt (organisme de formation, d'études et de recherches) et Sauvons le climat (association). Ces divers scénarios aboutissent à des prévisions très différentes : à l'horizon 2030 (seuls trois scénarios vont jusqu'à 2050), la demande nationale d'électricité varie de 338 TWh (scénario « sortie du nucléaire » de Global Chance) à 625 TWh (scénario 3 de l'UFE : MDE ciblée, PIB de 2,5 %, transferts d'usages). Le scénario Négawatt (qui comprend une sortie du nucléaire d'ici 2033) prévoit 367 TWh en 2050.
Pour arriver à des prévisions aussi divergentes, les promoteurs des scénarios ont choisi des hypothèses très différentes :
- RTE, qui a la responsabilité de prévoir quels moyens de production d'électricité supplémentaires seront nécessaires pour couvrir la demande, n'a pas intérêt à sous-estimer la demande : il prend en compte les objectifs fixés par l'Union européenne (les « 3 × 20 »), mais avec un retard dans l'application du fait des contraintes de financement, d'adaptation technique et de recrutement pour le bâtiment, etc. ; il prend aussi en compte les objectifs du Grenelle de l'environnement : il prévoit 345 000 rénovations de logements par an ; mais dans la plupart des domaines, il prévoit simplement une poursuite des tendances récentes ;
- les scénarios établis par des associations militantes sont plus volontaristes : par exemple, le scénario Négawatt[163] prévoit que les nouveaux logements suivront les nouvelles normes BBC (bâtiment basse consommation, moins de 50 kWh/m2) et que les bâtiments existants seront rénovés également ; le scénario Négawatt[164] prévoit une forte baisse de la proportion de maisons individuelles dans la construction de logements neufs, de 56 % en 2010 à 20 % en 2050, une stabilisation des surfaces unitaires et un freinage de la tendance à la décohabitation, et une diminution de 50 % de la consommation de viande ;
- les gisements d'économies d'énergie exploités dans les divers scénarios[162] vont, par exemple, pour le chauffage, de 16 TWh/an d'ici 2030 dans le scénario de référence de RTE à près de 60 TWh/an dans le scénario « Sortir du nucléaire » ; les transferts d'usage diffèrent aussi : le scénario Négatep[165] prévoit un fort développement du véhicule électrique (56 TWh en 2050, contre 1 à 10 TWh dans les scénarios RTE) ; le scénario Négawatt imagine un nouvel aménagement du territoire, qui permettrait la réduction de la distance parcourue de 25 % par habitant et par an, avec une densification de l'habitat et des distances de fait plus courtes ;
- le mix énergétique varie beaucoup : les scénarios de sortie du nucléaire privilégient (avec une forte baisse des consommations) les énergies renouvelables ; pour traiter le problème de leur intermittence, le scénario Négawatt mise beaucoup (30 TWh) sur la technique de méthanation (production de méthane à partir de CO2 et d'hydrogène produit par électrolyse de l'eau grâce à l'électricité produite par les éoliennes et le solaire) ;
- les coûts des divers scénarios diffèrent profondément ; certains de leurs promoteurs (Négawatt en particulier) écartent délibérément les critères économiques. Le rapport Énergies 2050 tente une comparaison des coûts des divers scénarios, qui fait apparaître un coût beaucoup plus élevé pour les scénarios qui privilégient la sortie du nucléaire et le développement des énergies renouvelables[162].

Le rapport « Futurs énergétiques 2050 », présenté par RTE le 25 octobre 2021, étudie six scénarios et trois trajectoires de consommation de l'électricité : une trajectoire dite de « référence », une de « sobriété » et une de « réindustrialisation profonde ». En 2020, l'électricité ne représentait que 25 % de la consommation énergétique finale de la France, soit environ 475 TWh contre 1 120 TWh pour les combustibles fossiles. La SNBC prévoyait qu'en 2050 la consommation énergétique finale serait ramenée à 930 TWh, soit une baisse de 40 %, et que la part de l'électricité sera portée à 55 %. Mais RTE a révisé substantiellement les hypothèses de la SNBC, aboutissant à une consommation d'électricité de 645 TWh, en progression de plus de 35 % du fait d'une électrification massive des usages dans les secteurs des transports (100 TWh en 2050 contre 15 TWh en 2020), de l'industrie (180 TWh contre 115 TWh) et de la production d'hydrogène (50 TWh contre 0) ; par contre, la consommation d'électricité du secteur résidentiel baissera de 160 TWh à 135 TWh. Dans la trajectoire de sobriété, la demande d'électricité est contenue à 554 TWh, tandis que la trajectoire de réindustrialisation profonde la porterait à 752 TWh, permettant des gains très substantiels sur l'empreinte carbone de la France : en limitant le nombre de produits manufacturés importés, elle pourrait éviter environ 900 millions de tonnes de CO2 en trente ans.

### Recherche
La recherche dans le domaine de l'électricité est traitée dans l'article Électricité en France.

#### Recherche dans le secteur des énergies renouvelables
Trois pôles de recherche existent en France :
- DERBI (Développement des énergies renouvelables pour le bâtiment et l'industrie), en Languedoc-Roussillon ;
- Tenerrdis (Technologies, énergies nouvelles, énergies renouvelables, Rhône-Alpes, Drôme, Isère, Savoie et Haute-Savoie) ;
- CapÉnergies (énergies non émettrices de gaz à effet de serre), en régions Provence-Alpes-Côte d'Azur et Corse.

##### Biomasse
La recherche sur les bioénergies, dont les biocarburants, mobilise de nombreux laboratoires français à travers des projets collaboratifs (197 recensés entre 1994 et 2014 pour 450 organisations partenaires), disposant de financements variés. Ils s'organisent principalement en cinq thèmes : ressources, procédés thermochimiques, procédés biochimiques, évaluation économique ou environnementale, essais moteurs (esters).
Parmi ces laboratoires, le LBE de l'Inra à Narbonne est reconnu internationalement pour ses travaux sur la méthanisation. Le projet GAYA vise l'expérimentation du biométhane de « 2e génération », un gaz de synthèse obtenu après transformation de biomasse ligneuse (bois, sous-produits agricoles) à proximité des lieux de récolte ; le 24 octobre 2013 a été posée la première pierre de la plateforme R&D de Saint-Fons.

##### Solaire thermique
Un Commissariat à l'énergie solaire a été créé en 1978, qui a depuis fusionné avec l'ADEME.
Dans le domaine de l'énergie solaire thermique, les panneaux sont d'ores et déjà rentables et amortis sur une durée raisonnable, mais la recherche permettra peut-être encore des améliorations.